# Hôtel de Blossac
Das Hôtel de Blossac ist ein Hôtel particulier aus dem 18. Jahrhundert im historischen Zentrum der bretonischen Regionalhauptstadt Rennes in Frankreich.
Das Bauwerk besteht aus zwei aneinandergefügten Hauptflügeln und wurde, zusammenen mit den Nutzgebäuden, 1728 nach dem Stadtbrand von Rennes des Jahres 1720 errichtet. Der Entwurf stammte mutmaßlich von Jacques Gabriel. Es präsentiert sich in einem klassizistischen Architekturstil, der in der Bretagne einzigartig ist, insbesondere im Hinblick auf seine Grundfläche, die Höhe des Gebäudes, die architektonische Verbindung mehrerer Gebäudeteile und seines Treppenhauses.
Obwohl es sich im Besitz der Familie La Bourdonnaye, Grafen von Blossac, befindet, wurde es seit annähernd 200 Jahren von der Stadt Rennes vermietet und diente zunächst als Amtssitz des Oberbefehlshabers in der Provinz Bretagne. Seine Ausstattung erinnert daher an den Prunk des französischen Hofes. Nach den Ereignissen der französischen Revolution wurde es im 19. Jahrhundert in Wohnungen aufgeteilt und verwandelte sich somit zu einem Mietshaus, in dem der Schriftsteller Paul Féval geboren wurde.
Nachdem es 1947 als Monument historique klassifiziert wurde, wurde es einer vollständigen äußeren Renovierung unterzogen, welche sich über 30 Jahre erstreckte. In dieser Zeit machten die Wohnungen Platz für Büroräume. Seit 1982 gehört die Immobilie komplett dem französischen Staat und beherbergt in restaurierten Räumen die Regionaldirektion für kulturelle Angelegenheiten der Bretagne sowie in den früheren Nutzgebäuden die Dienststelle für Architektur und Denkmalerbe des Départements Ille-et-Vilaine.

## Beschreibung der Örtlichkeiten

### Das Hôtel de Blossac innerhalb von Rennes
Das Hôtel de Blossac liegt im Nordwesten des Stadtzentrums von Rennes in der unter Schutz gestellten Zone der Altstadt. Sein Haupteingang, der von einem Torbogen gebildet wird, liegt bei der Hausnummer 6 der Rue du Chapitre im Süden des Komplexes. Es blickt außerdem im Osten teilweise auf die Rue de Montfort und im Norden auf die Rue Saint-Sauveur. Zwei Türen, eine davon zugemauert und die andere, die von den Angestellten der im Gebäude untergebrachten Dienststellen benutzt wird, sind in die Gartenmauer eingefügt. Der westliche Teil des Hôtels mit dem Hof für die Dienstleistungen ist an andere Gebäude angebaut oder öffnet sich auf private Innenhöfe. Der Garten des Hôtels de Blossac bietet einen Ausblick auf die südliche Fassade der Basilika Saint-Sauveur und von den oberen Stockwerken des Hôtels ist es möglich, im Westen auf die recht nahe gelegene Kathedrale von Rennes zu blicken.

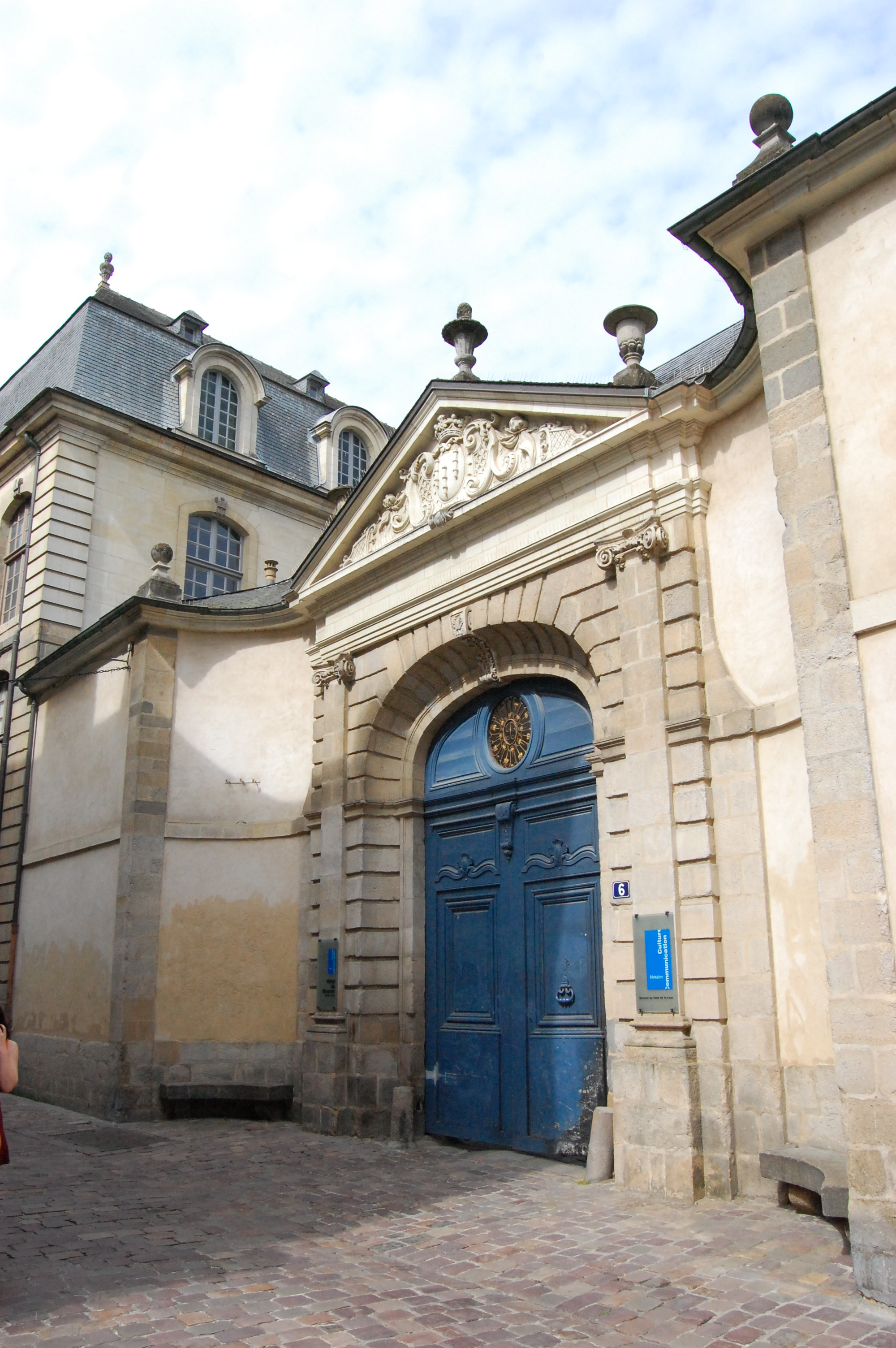
Portal an der Rue du Chapitre, im Hintergrund das Treppengebäude
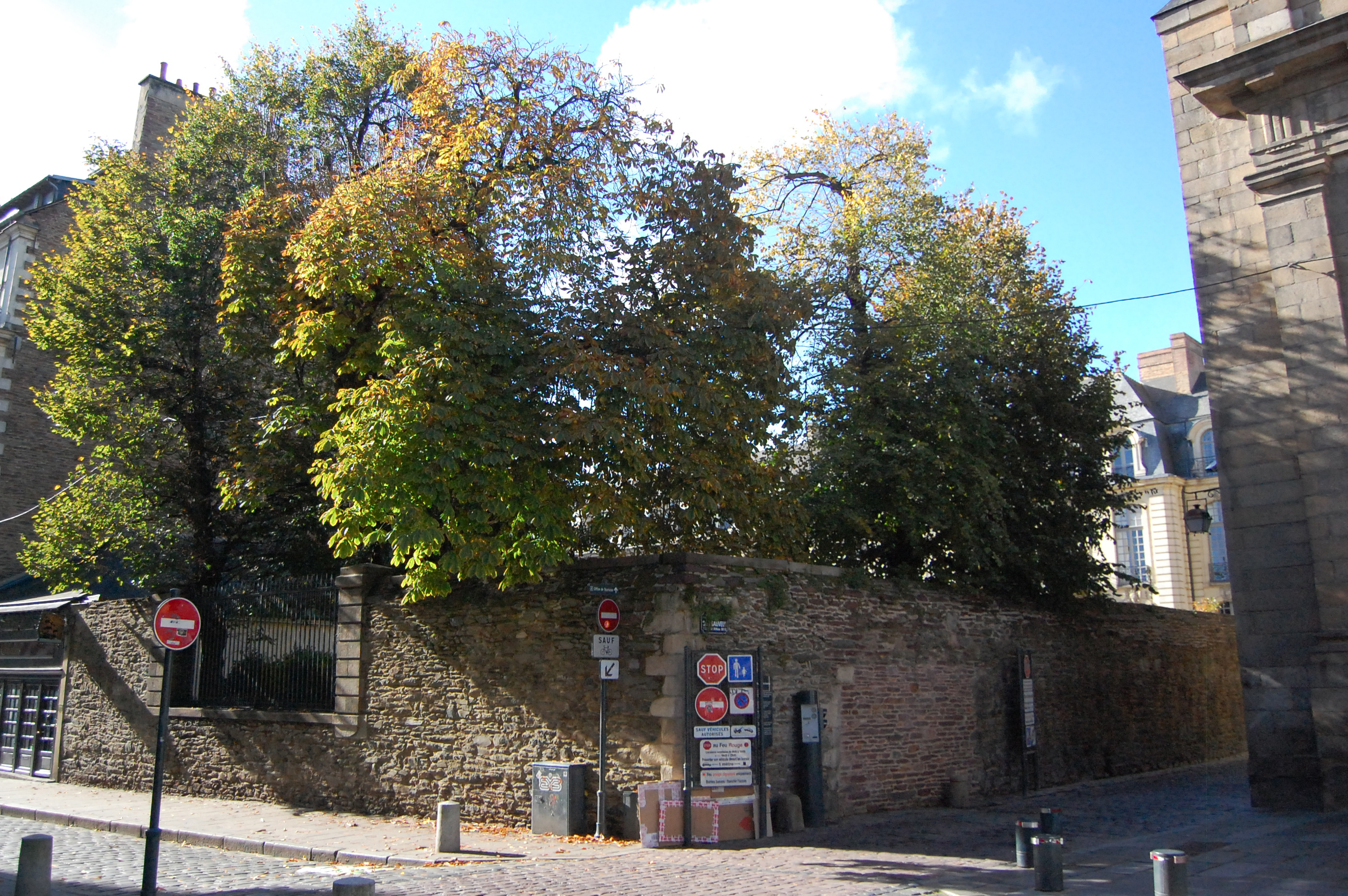
Öffnung in der Garten-mauer von der Ecke Rue Saint-Sauveur und Rue de Montfort
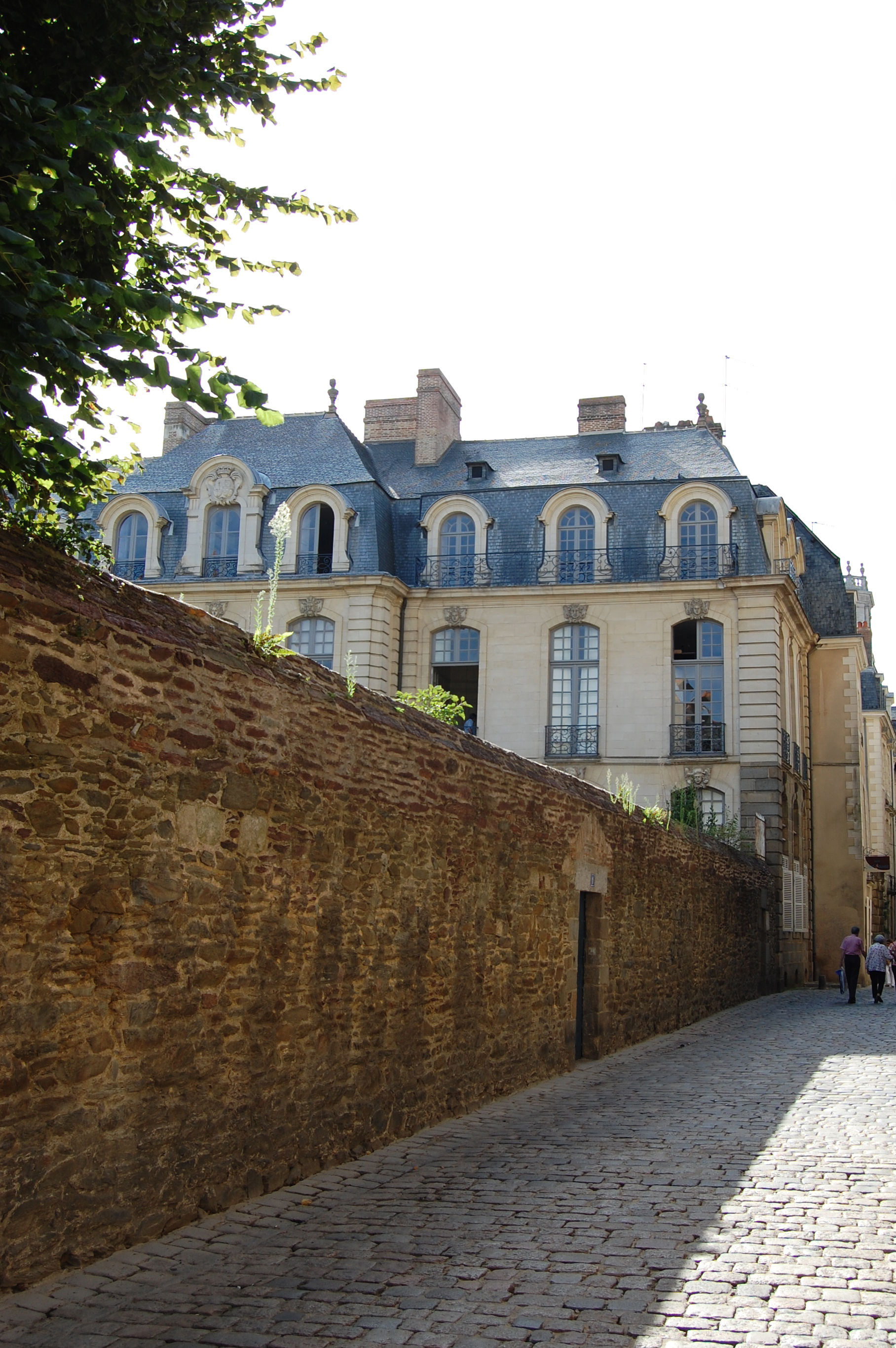
Ansicht von der Rue Saint-Sauveur. Die Pforte für den Privateingang ist in der Mauer zu sehen.
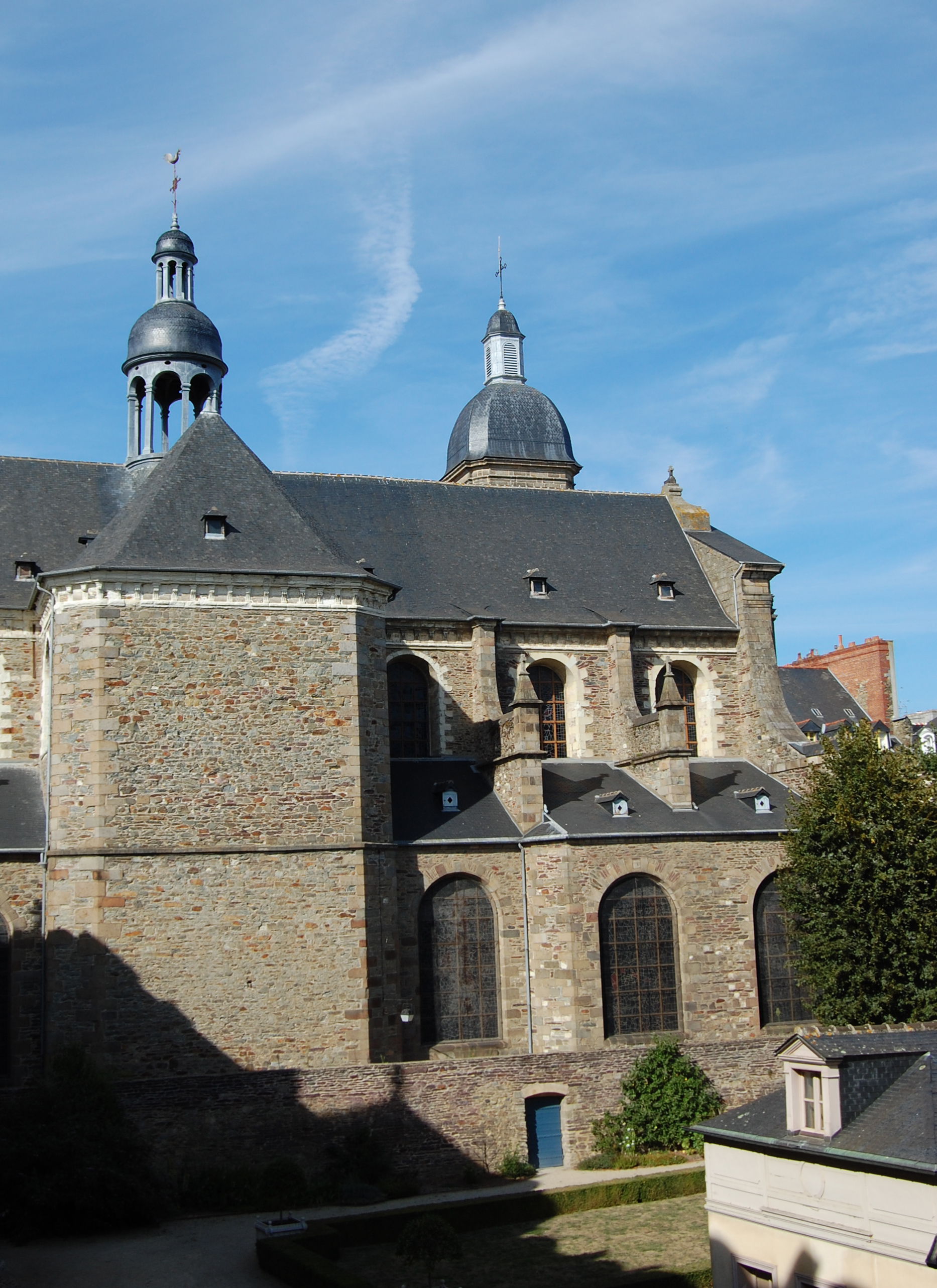
Blick vom ersten Ober-geschoss auf die Basilika Saint-Sauveur, die nörd-lich an den Garten des Hôtel de Blossac grenzt.

Das Hôtel de Blossac im Jahr 2010:
Hôtel de Blossac
Hôtel de Brie
Torbogen am Eingang
Die Stallungen
Die Galerie
Der Garten
umgebende Gebäude

### Anlage des Hôtels
Das Hôtel de Blossac besteht aus einem Hauptgebäude, das von der Rue du Chapitre zur Rue Saint-Sauveur verläuft. Dessen großer Baukörper ist in zwei Teile gegliedert: den Gartenbau im Norden und den Bau entlang der Höfe im Süden. Der Gartenbau präsentiert sich mit einer Freitreppe und einer gegliederten Fassade, während das Hofgebäude sich nüchterner zeigt, aber im Süden das große Treppenhaus mit einschließt. Gegenüber dem Hofgebäude befinden sich die ehemaligen Stallungen und daran rechtwinklig angebaut die Galerie mit Blick auf den Garten. An der Rückseite des Hofgebäudes befindet sich der Hof für die Dienstleistungen, der durch die Passage des großen Treppenhauses erreicht wird. Dieser Hof stößt im Osten an eine fensterlose Mauer und im Süden ans Hôtel de Brie. Dieses Hôtel ist älter als das Hôtel de Blossac (1624) und wurde bei der Errichtung des Gebäudes miteinbezogen.
Da das Hôtel heute ein öffentliches Gebäude ist, ist es möglich, die Außenanlagen (Höfe und Garten) sowie das große Treppenhaus zu den Bürozeiten zu besichtigen, insbesondere um das Dokumentationszentrum der Einrichtung zu erreichen. Die gleichen Außenanlagen sind üblicherweise für die European Heritage Days geöffnet.

## Geschichte

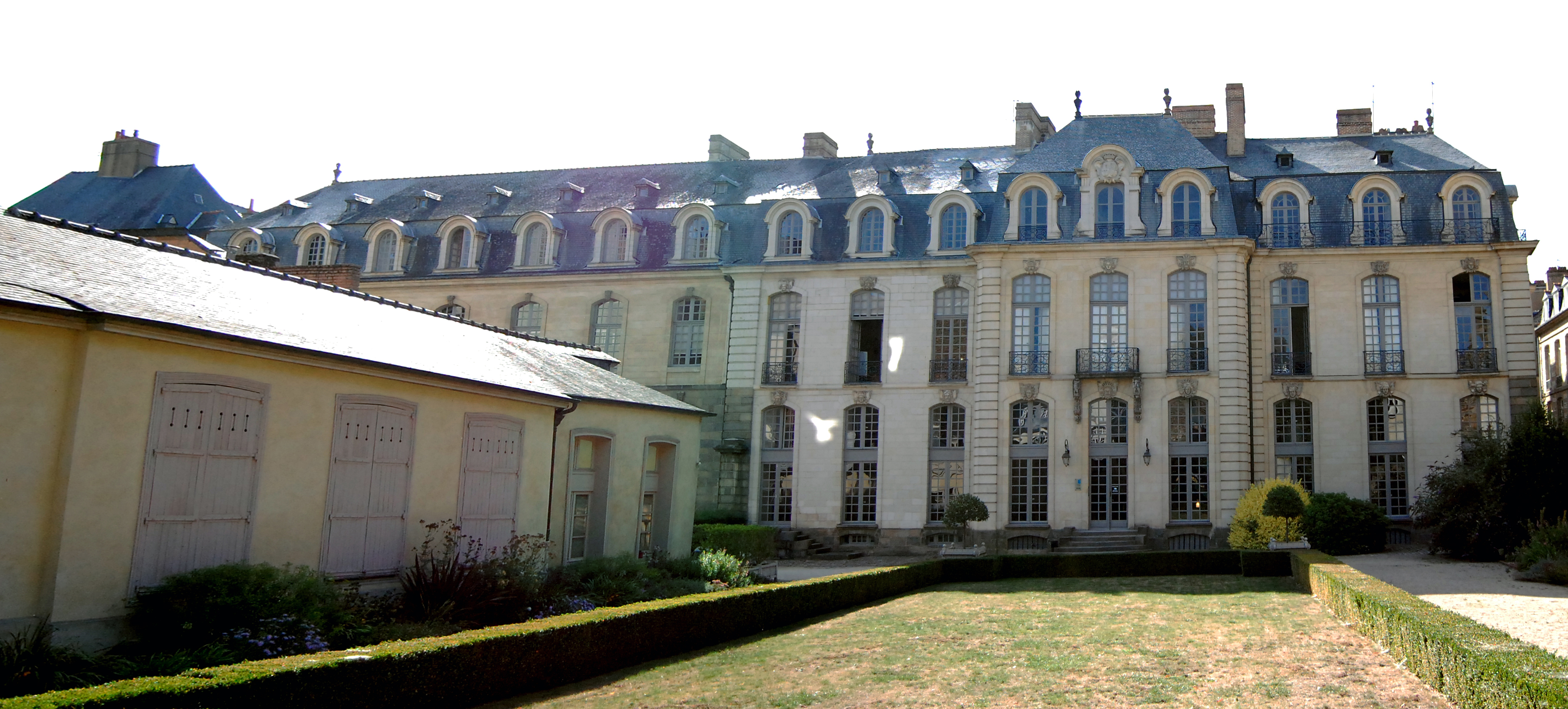
Panaromaaufnahme vom Garten aus: im Vordergrund links die Galerie und die Ecke der Stallungen; im Hintergrund rechts der Gartenbau des Hôtel mit der Freitreppe und dem vorspringenden Mittelteil der Fassade; im Hintergrund links der Hofbau des Hôtel

### Vor dem Hôtel de Blossac: das Hôtel de Brie
Das Hôtel de Brie (oder auch Hôtel du Bois de la Motte) besteht um 1720 aus einer Kombination verschiedener Bauten, die das vorherige Herrenhaus du petit Fontenay bildeten. Das Hôtel de Brie im eigentlichen Sinne wurde 1624 an der Rue du Chapitre erbaut, und zwar von der Familie des Präsidenten des Parlaments der Bretagne, Loysel de Brie. Dieser Bau ersetzte einige Holzhäuser, die man durchschreiten musste, um ins petit Fontenay zu gelangen. Dieses Hôtel wurde 1692 zur Residenz des Intendanten des Königs in der Bretagne bestimmt und diente als solche bis 1725. Das Hôtel de Brie ging von der Familie Loysel de Brie an die Familie de Cahideuc über, die das Gebäude im Tausch 1727 an Louis Gabriel de la Bourdonnaye, Graf von Blossac abtrat.
Sein Aufbau ist der eines klassischen Gebäudes von Rennes : zwei Wohngebäude, von denen eines Zugang zur Straße hat und die durch einen Hof voneinander getrennt sind; solche Gebäude existieren auch heute noch. Der Zugang zum Hof erfolgt durch einen Durchgang unter dem ersten Wohngebäude, sowohl für die Wagen als auch für Fußgänger, von welchem auch das Treppenhaus den Zugang zu den Obergeschossen eröffnet. Eine Galerie und Nutzgebäude verbanden die beiden Wohnhäuser an der Ostseite des Hofes. Stallungen vervollständigten östlich der Nutzgebäude das Ensemble. Abgesehen von den hölzernen Stallgebäuden konnte das Hôtel de Brie aufgrund seiner Bauweise aus Stein und dank der Willensstärke seines Besitzers, der sich nicht der Passivität der Umgebung anschloss, den Stadtbrand von Rennes 1720 aufhalten und so den Westteil der Stadt schützen. Das Hôtel de Brie stand wahrscheinlich mit dem Nachbargebäude, de la Psalette genannt, in Verbindung und in gleicher Weise an der Rue Saint-Sauveur mit dem petit Fontenay. Von diesen Verbindungsgängen ist keine Spur erhalten geblieben, außer einem Bauzeichen des Hauses de la Psalette im Dienstleistungshof. Das Hôtel de Brie ist das einzige Beispiel einer Fassade aus weißem Stein des 16. Jahrhunderts in der Stadt Rennes.
Im Januar 2014 wurden Arbeiten geplant, damit das Hôtel de Brie ein Haus der Architektur behergen kann.

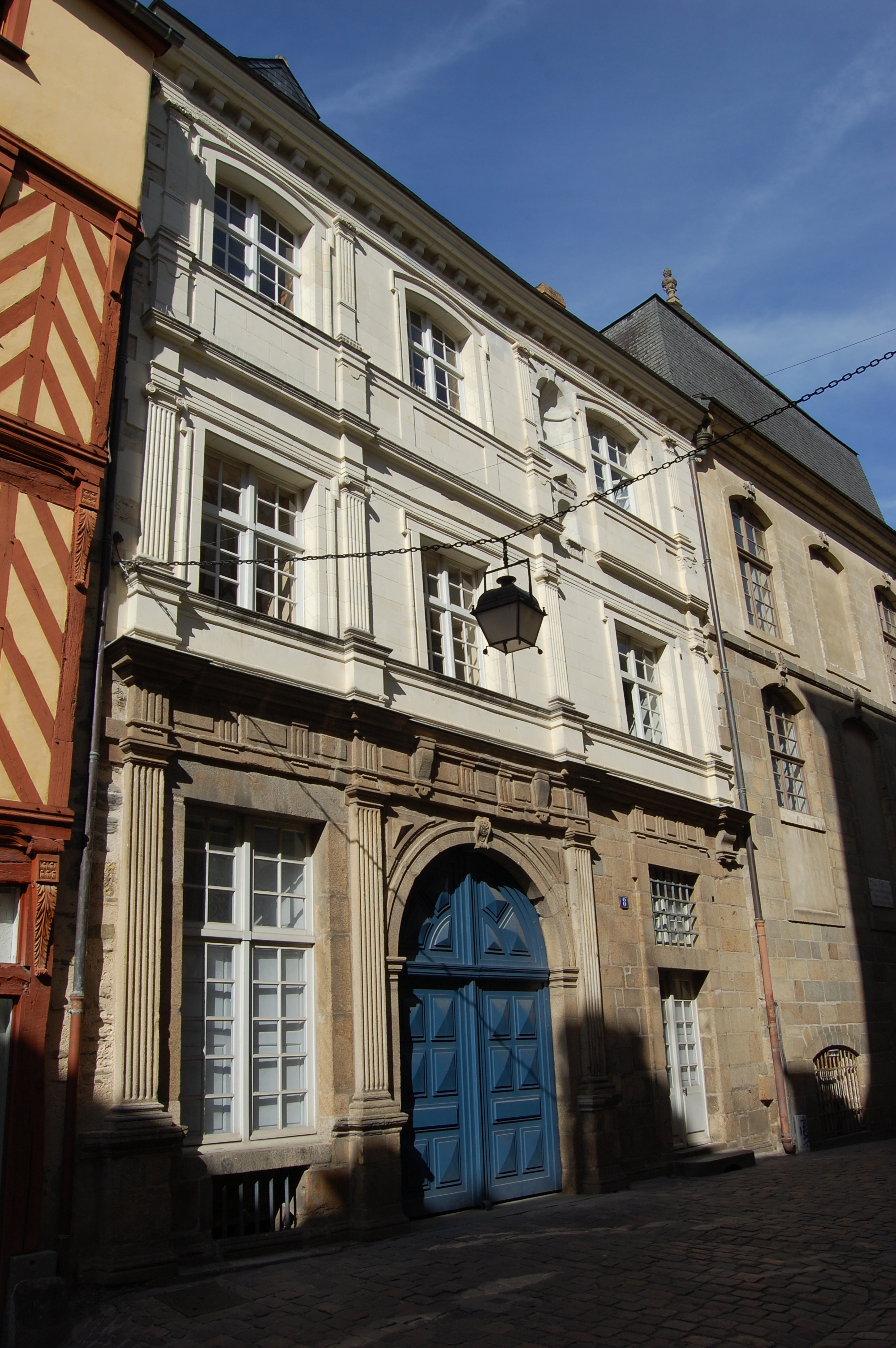
Das Hôtel de Brie von der Rue du Chapitre aus gesehen. Das blaue Portal, das zum Durchgang unter dem Hôtel führt, wurde bei Bauarbeiten im Jahr 1990 wieder geöffnet.
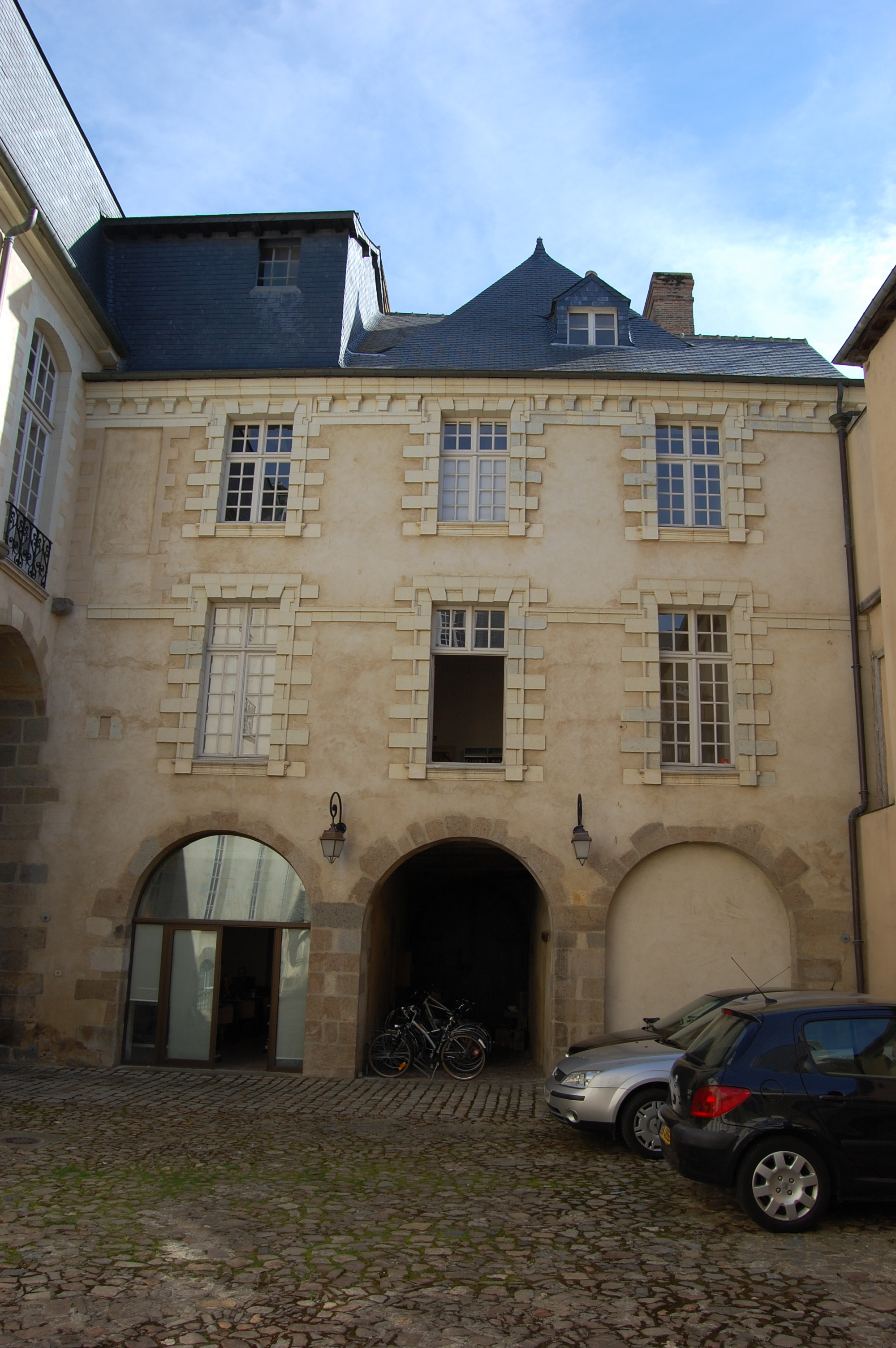
Das Hôtel de Brie vom Innenhof aus. Der Durchgang unter dem Gebäude ist zur Fahrradgarage und zum Lagerraum für Abfälle geworden.
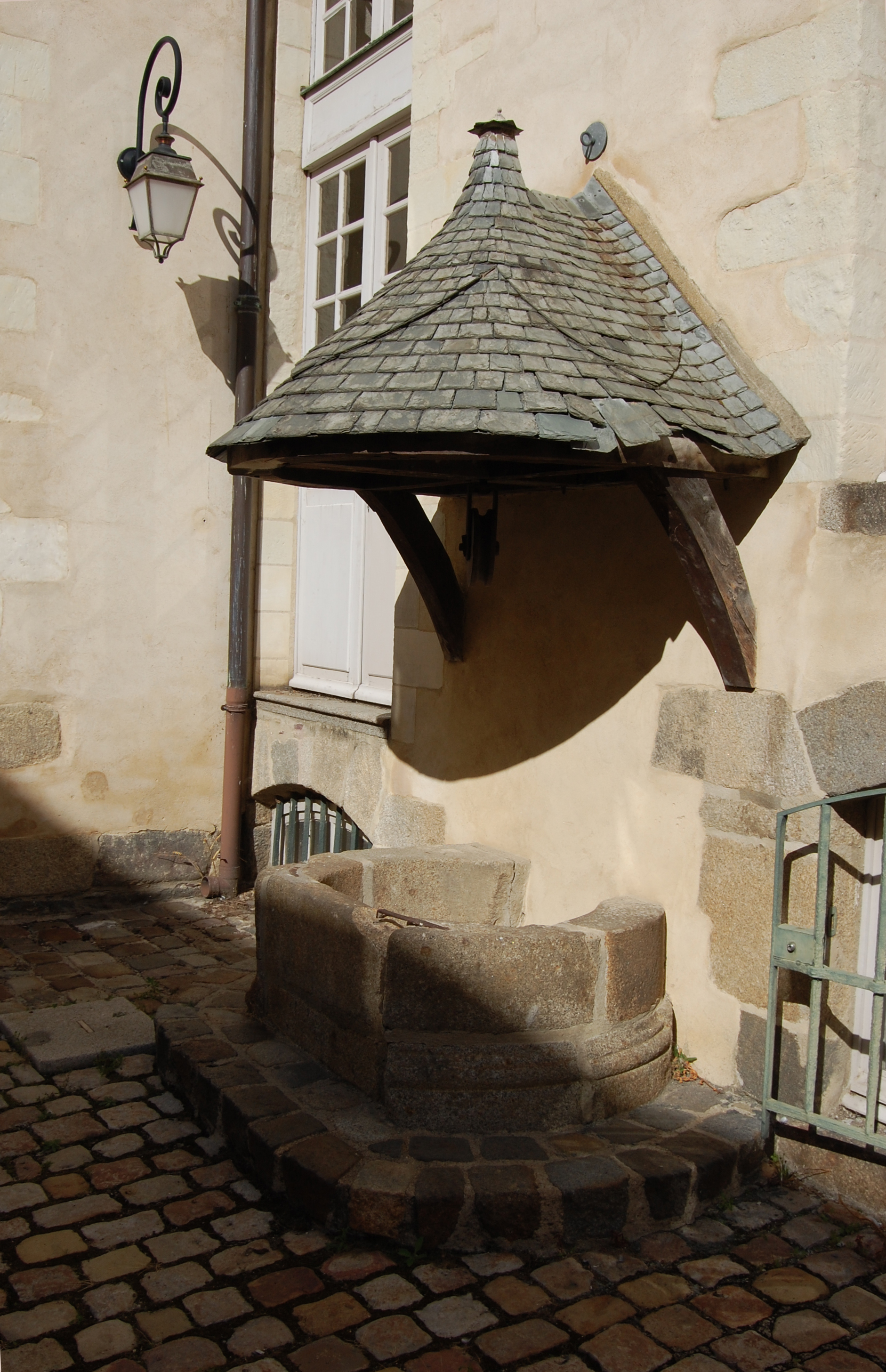
Der Brunnen im Dienstleistungshof, der ins Hôtel de Blossac für die Bedürfnisse seiner Küchen integriert wurde.

### Die Erbauung des Hôtel de Blossac

#### Der Bedarf und die örtlichen Gegebenheiten

Verfügbarer Bauplatz nach dem Stadtbrand.
Hôtel de Brie
vorher bestehendes Wohnhaus
Nebengebäude
von der Familie La Bourdonnaye gekaufte Fläche
Weitere Gebäude

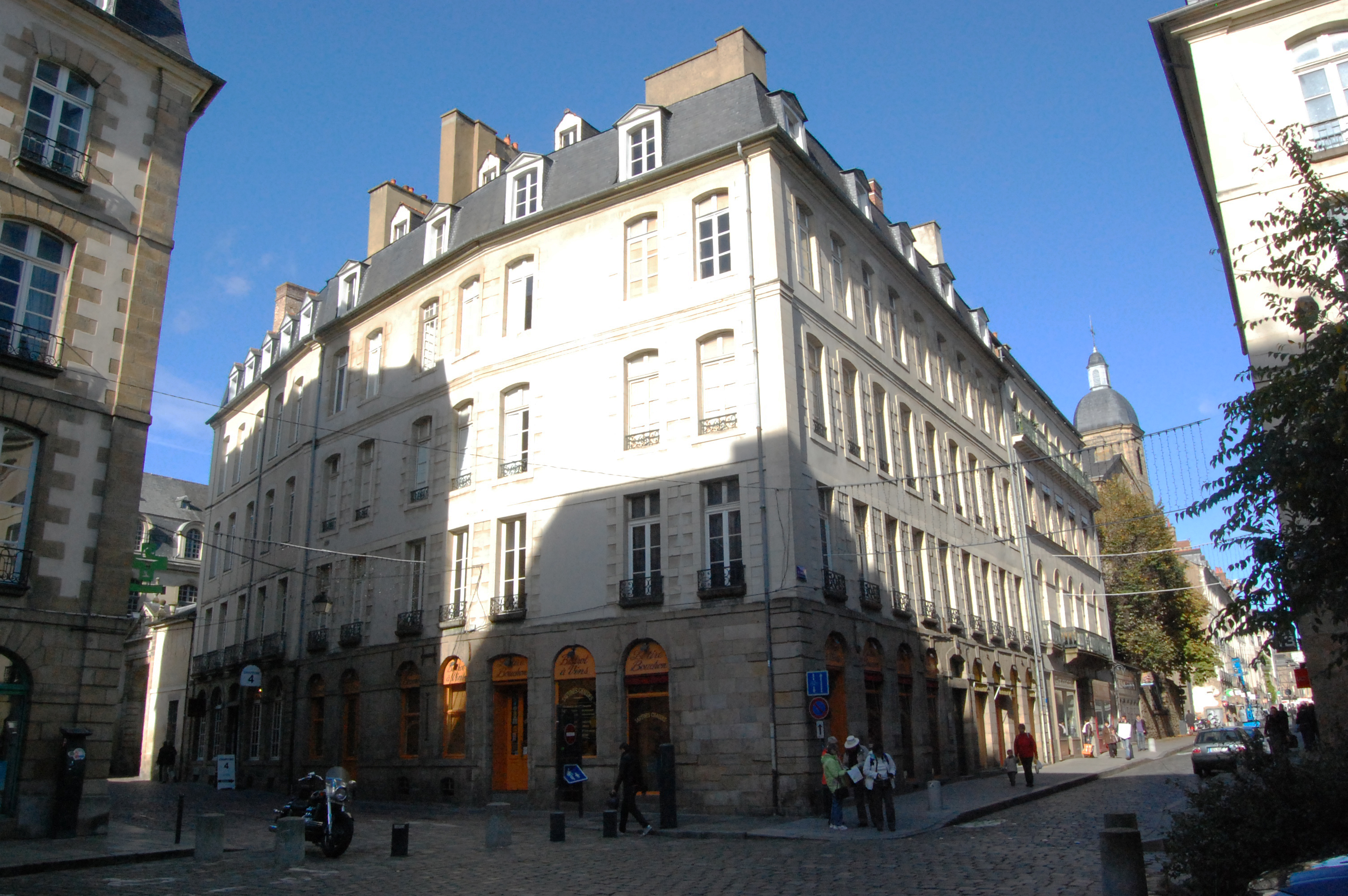
Blick vom Place du Calvaire. In der Rue du Chapitre (links) sieht man den Torbogen am Eingang zum Hôtel de Blossac; in der Rue de Montfort (rechts) die aus dem Garten ragenden Bäume vor der Basilika.

Das Hôtel de Blossac wurde 1728 auf Initiative von Louis Gabriel de La Bourdonnaye, Graf von Blossac und Président à mortier des Parlaments der Bretagne, als seine zukünftige Residenz errichtet. François Huguet überwachte die Bauarbeiten.
Der Bau wurde auf einem Stück Brachland errichtet, das vom Stadtbrand von 1720 herrührte. Dabei wurde teilweise im Westen das vorherige Hôtel de Brie einbezogen, während der übrige Bau im Osten das vom Brandschutt freigeräumte Grundstück nutzte. Die neue Parzelle wird im Süden von der Rue du Chapitre und im Nord von der Rue Saint-Sauveur (und der Basilika) begrenzt, die das Feuer überdauerten. Im Osten wird die Grundstücksgrenze von der Rue de la Mitterie gebildet, die in rechtwinkliger Gestalt neu angelegt und Rue de Montfort getauft wurde. Die Südostecke ist die einzige, welche von anderen Bauten eingenommen wird, die ab 1723 in dem Stil errichtet wurden, der in der Neustadt vielfach verwendet wurde. Der vom Ingenieur Isaac Robelin, der mit dem Wiederaufbau der Stadt beauftragt worden war, 1722 gezeichnete Plan, schreibt der Familie de La Bourdonnaye ein seltsam geformtes Grundstück zu, wo 1728 der Bau des "Hôtel de La Bourdonnaye de Blossac" begann.

#### Das Hôtel de Blossac
Das Hôtel de Blossac nimmt also die gesamte Breite der zur Verfügung stehenden Parzelle ein und nutzt das Maximum der gebotenen Möglichkeiten hinsichtlich der Fläche aus : das Hauptgebäude teilt sich in zwei getrennte Baukörper (Hofflügel im Süden und Gartenflügel im Norden), die der Länge nach aneinander gereiht sind.
Die Aufteilung der Räume ist im Erdgeschoss und im 1. Obergeschoss jeweils identisch. Dieser Grundriss kann bereits zu Beginn der Bauarbeiten so geplant worden sein, um dem Intendanten der Provinz, der bis dahin im Hôtel de Brie residierte, einen Wohnsitz zu erstellen, der seiner Funktion würdig war. Dem Vorbild anderer großer Wohnsitze folgend, handelt es sich um die fluchtende Zimmeranordnung einer Enfilade: nach dem Durchschreiten des großen Treppenhauses werden die Besucher in einem Vorzimmer empfangen. Dieses steht über den Gardesaal mit einem weiteren sehr großen Saal in Verbindung. Dieser große Saal war gepflastert und bis zum Bau der Galerie entlang des Gartens für Empfänge und die Mahlzeiten vorgesehen. In dessen Folge bediente auf der früheren Hofseite eine hölzerne Treppe die verschiedenen Geschosse und im Rückgebäude die Zimmer. Im Gartenflügel nahm ein Gesellschaftssalon das Vorderhaus ein, gefolgt zur Rue Saint-Sauveur hin von einem Arbeitszimmer.
Das Kellergeschoss ist der Hauswirtschaft vorbehalten: mit dem Ziel, Mahlzeiten mit vier Gängen liefern zu können, wurde eine große, gewölbte Küche im Rückgebäude eingebaut, die durch mehrere Spezialküchen (Suppen und Gemüse, Vorspeisen, Bratenküche und Pâtisserie) ergänzt wurde, die sich die Fläche unter dem größten Teil des Hôtels aufteilten. Die Küchen waren mit fixen Arbeitsplätzen ausgestattet und ebenso mit großen eisernen Herden. Zwei Kessel zum Spülen des Geschirrs, Vorläufer einer Geschirrspülmaschine, wurden im Hinterhof installiert und zwei Trockenschränke im Hauswirtschaftstrakt eingerichtet. Die Ausstattung wurde komplettiert durch zwei Teile in den Nebengebäuden: eine Kaffeeküche und einen Eiskeller. Der Zugang zum Kellergeschoss erfolgte zum einen über die Innentreppe und zum anderen über eine Treppe im großen Treppenhaus, die sich links vom Zugang zum Erdgeschoss befand.
Des Weiteren war der Zugang zum Erdgeschoss über eine Treppe in der Nähe der Brunnen in der Nordostecke des Dienstleistungshofs möglich und über zwei Treppen, die sich an den jeweiligen Enden des Gartenflügels befanden. Der Zugang zum Hôtel de Brie erfolgte über eine Treppe, die sich in der Südostecke des Dienstleistungshofs befand und an die Lagerschuppen angebaut war. Die Räume im Dachgeschoss im Mansardenstil waren dem Personal vorbehalten, mit Ausnahme des "Goldenen Salons", der im 2. Obergeschoss eingerichtet wurde und Zugang zu einem 1750 angebauten Balkon hatte.
Der Barockgarten umfasste eine zentrale Rasenfläche mit vier Statuen an den vier Ecken, ein mit Lorbeer bewachsenes Turmgerüst im Hintergrund und Obstbäume entlang der Mauer zur Rue Saint-Sauveur hin.
Es ist nicht genau bekannt, zu welchem Zeitpunkt die Arbeiten am eigentlichen Hôtel abgeschlossen wurden, jedoch existiert eine Aufstellung über den Stand der verschiedenen Baustellen von 1731. Einige Teile der Nebengebäude sind jedoch datiert.

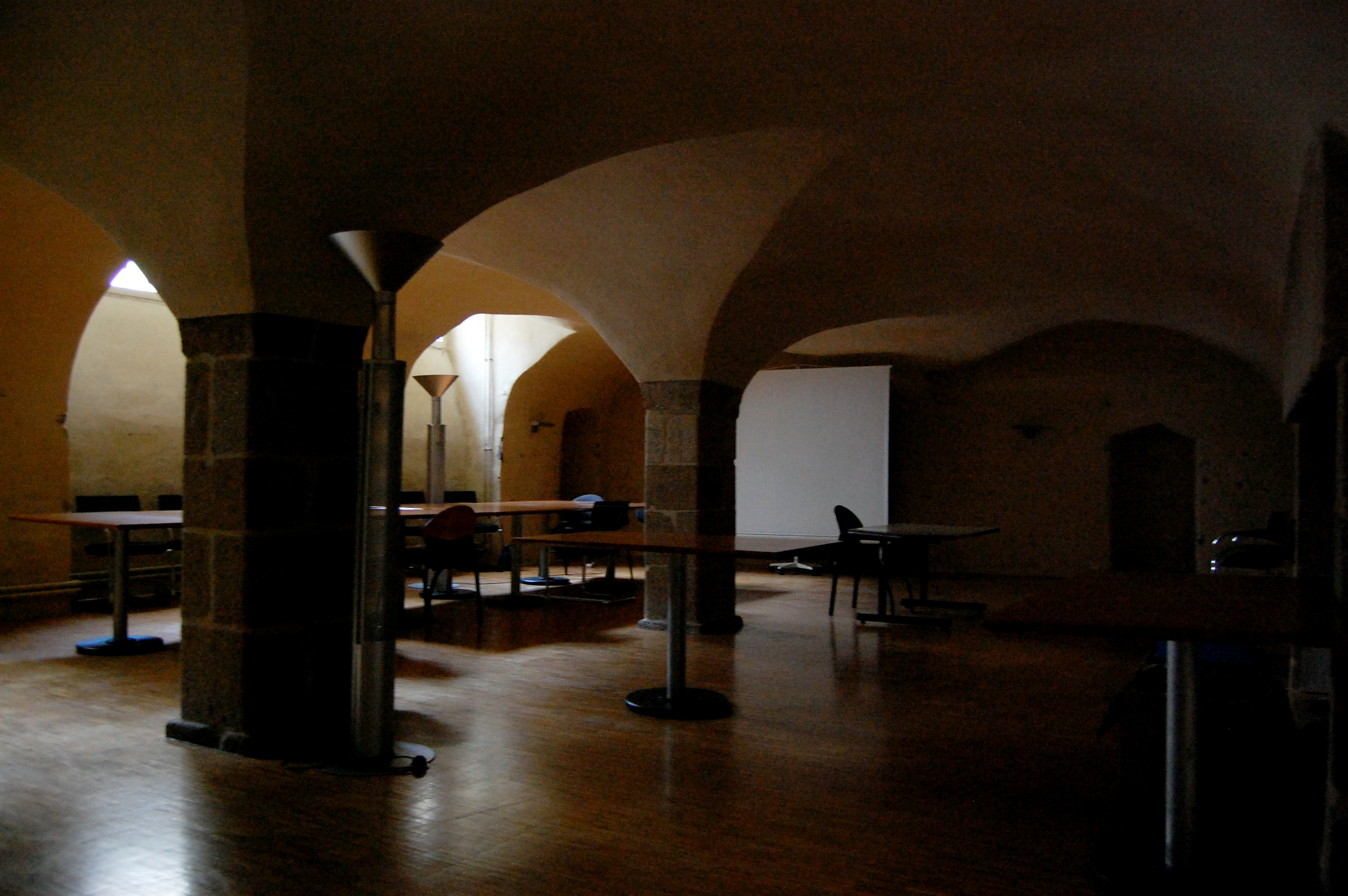
Unter dem Abzug der großen Gewölbeküche an der Seite zum Dienstleistungshof hin
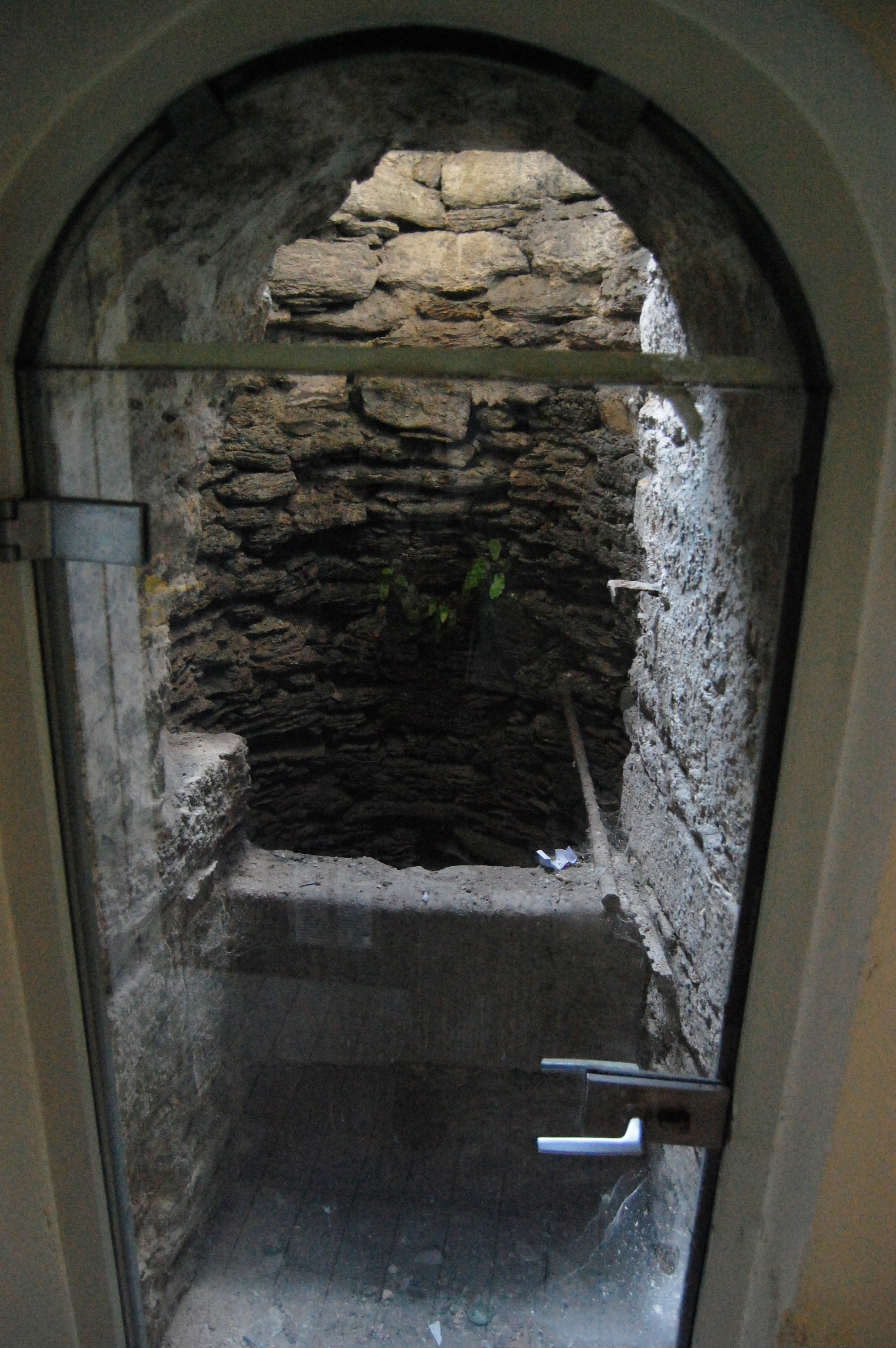
Ansicht des Brunnens von der unterirdischen Küche des Hôtel de Blossac aus
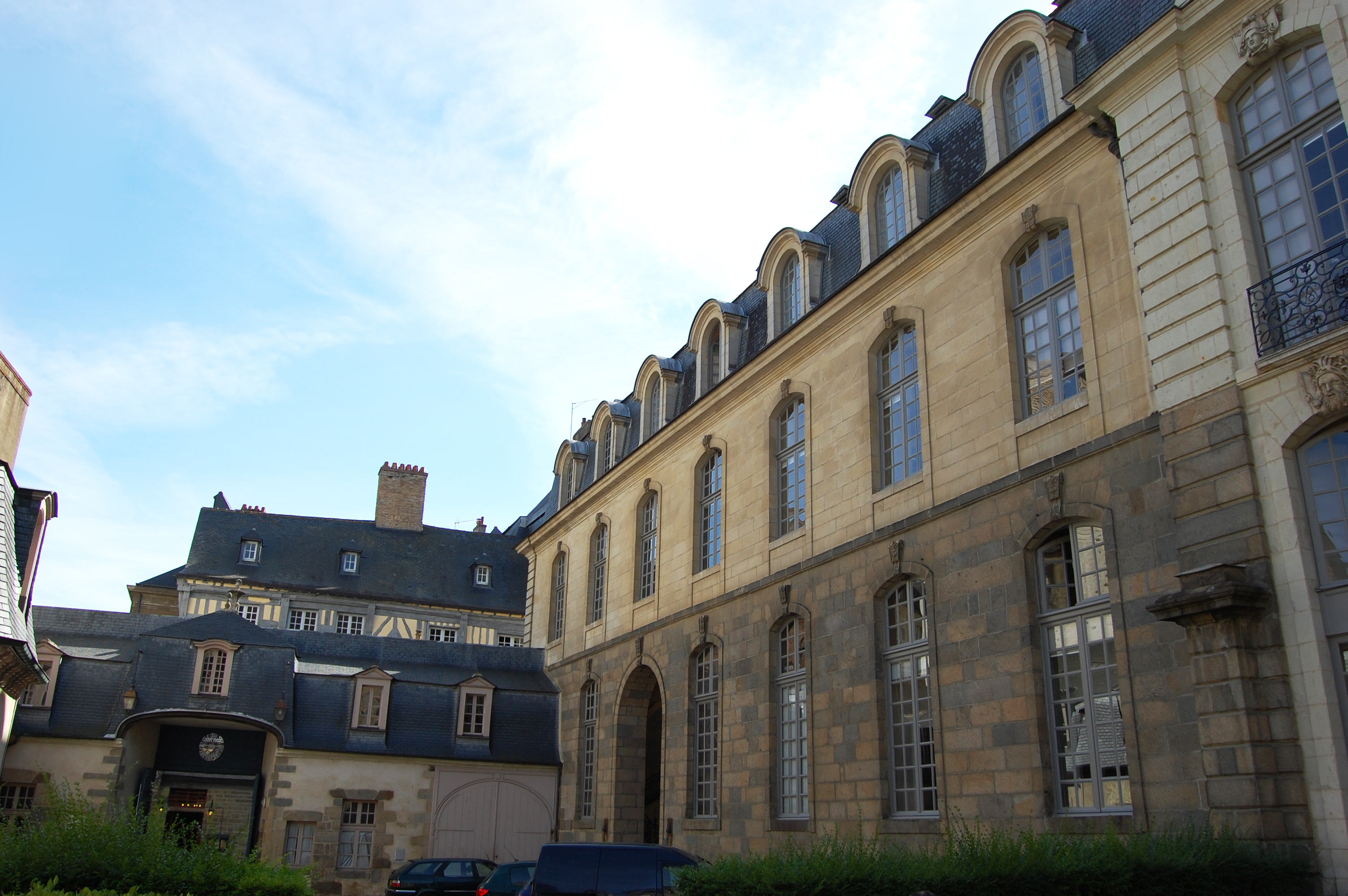
Ansicht des Hofflügels vom Garten aus
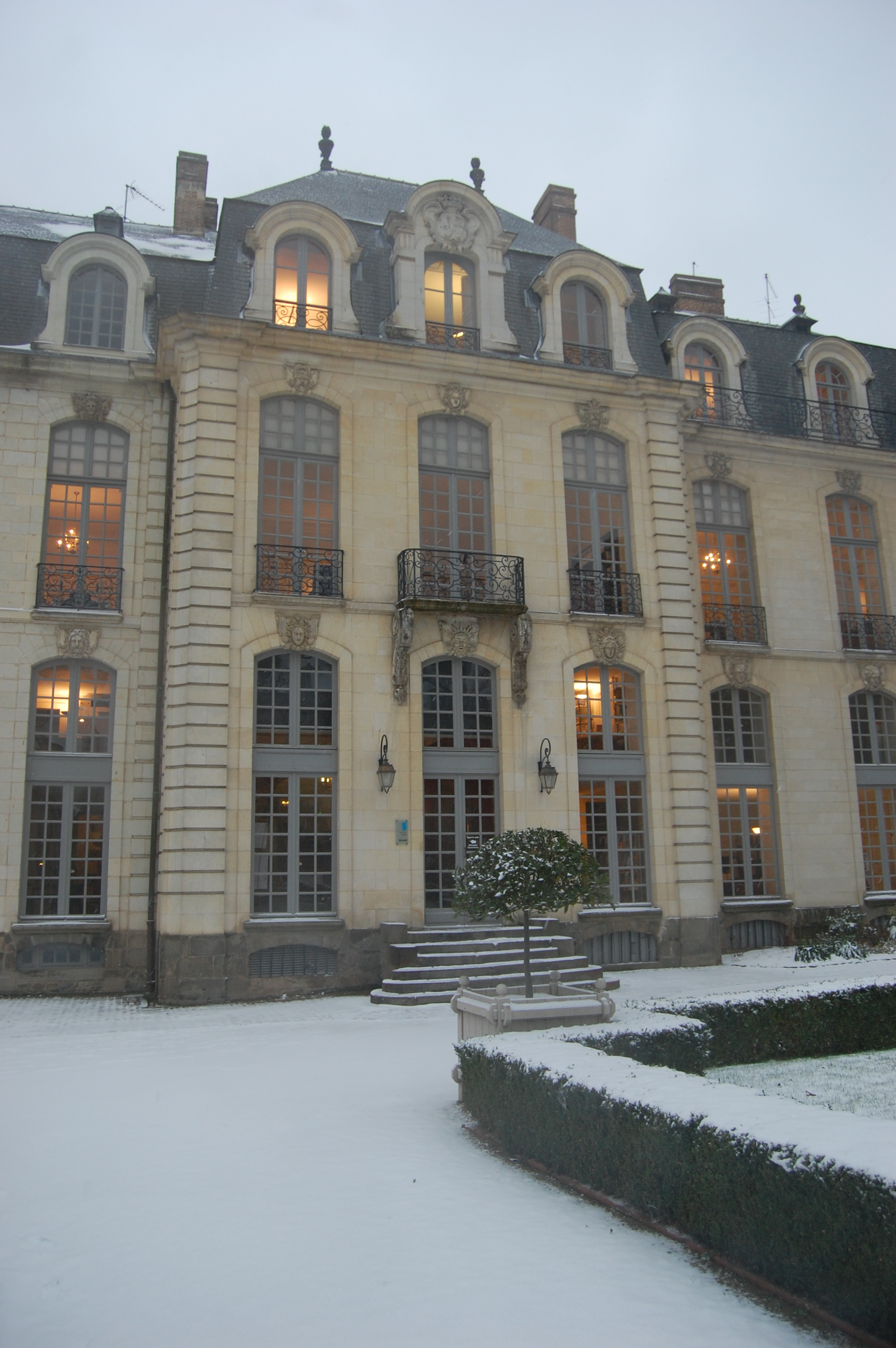
Nahansicht der Gartenfassade

Plan des Hôtel de Blossac im Jahr 1760 mit all seinen Nebengebäuden
Das Hôtel de Blossac
Das Hôtel de Brie
Eingangstorbogen
Nebengebäude
Stallungen
Bratenküche
Galerie
Eiskeller
Lagerschuppen
Garten
Benachbarte Gebäude

#### Der allmähliche Bau der Nebengebäude

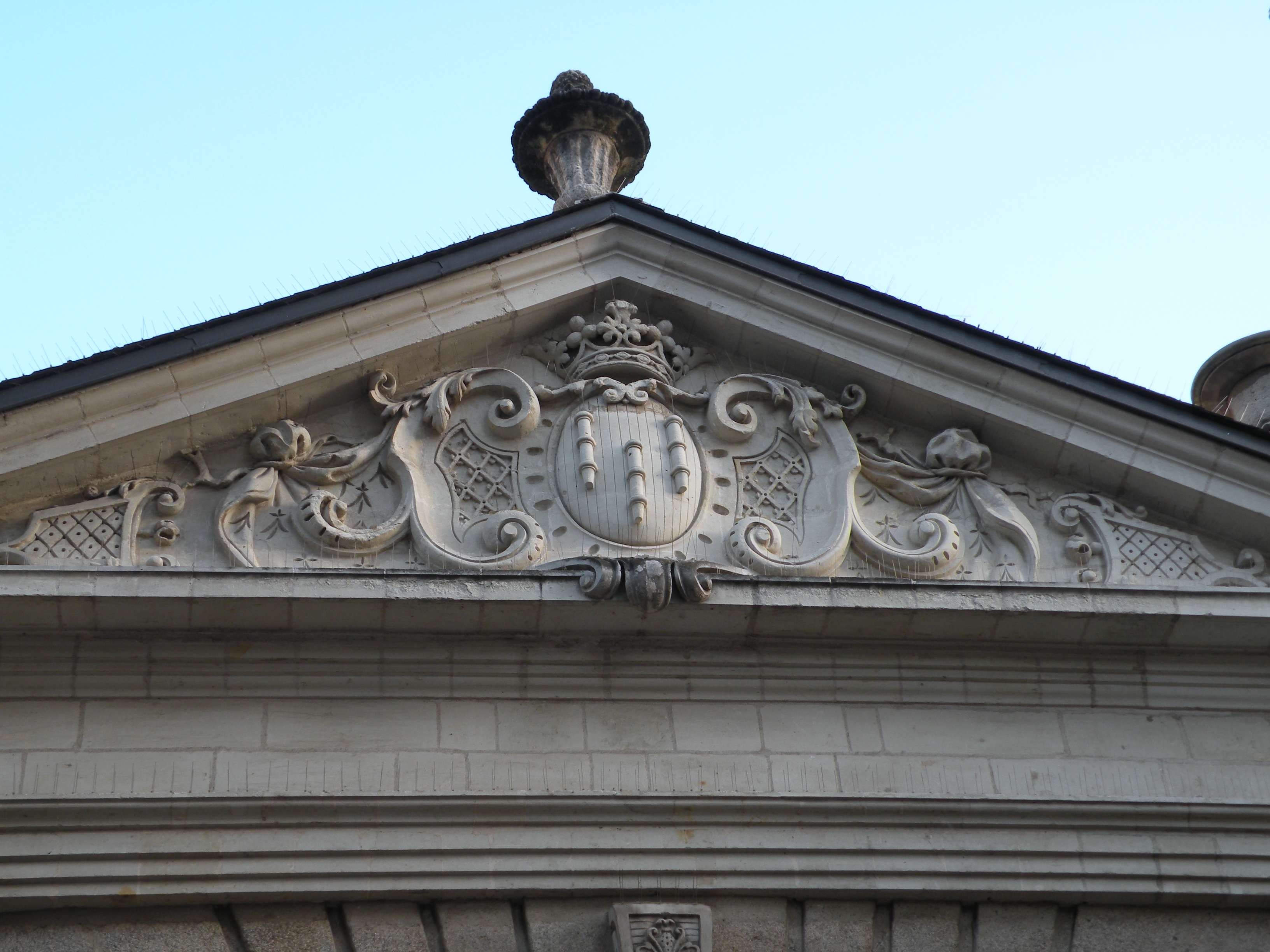
Giebelfeld des Torbogens mit dem Wappen der Familie La Bourdonnaye: Im roten Feld drei silberne Pilgerstäbe (=Bourdons). Der in Marmor gravierte Hausname wurde bei der Restaurierung nicht wieder hergestellt.

An der Rue du Chapitre wurde 1730 ein neuer Torbogen errichtet. Er enthielt eine Wohnstube für den Torwächter (Schweizer genannt) und zeigt im Giebelfeld das Familienwappen der La Bourdonnaye, verbunden mit einem Monogramm aus deren Initialen. Das Giebelfeld sollte auch in Marmor graviert in goldenen Lettern den Namen "Hôtel de Blossac" tragen.
Im gleichen Jahr wurden auch die zur Rue de Montfort hin gelegenen Stallungen erbaut, zum großen Nachteil der Nachbarn, deren Parzellen dadurch beschnitten wurden. Sie wurden in Übereinstimmung mit dem Pachtvertrag, der zwischen der Stadt und der Familie La Bourdonnaye geschlossen worden war, in Fachwerkbauweise errichtet, um jederzeit wieder abgebaut werden zu können, besaßen im Inneren jedoch Gewölbe aus Ziegeln. Wie auch bei den übrigen Nebengebäuden wurden die Kosten der Bauarbeiten von der Stadt Rennes übernommen. Für zwanzig Pferde vorgesehen, erwiesen sich die Stallungen als ungenügend und wurden nahezu unmittelbar ergänzt durch die Anmietung weiterer Ställe an der Rue du Pré-Raoult, außerhalb der Stadtmauern. Der Zugang zum Hof der Stallungen von der Rue de Montfort aus erfolgte durch eine Kutschenvorfahrt.
Die Fortsetzung der Arbeiten bildete zunächst die Errichtung der Lagerschuppen im Dienstleistungshof, wo die Kutschen und Sänften abgestellt wurden, dann eine Bratenküche neben den Stallungen 1739 und schließlich 1745 neue Nebengebäude gegenüber dem Hofflügel des Hôtels. Alle diese Gebäude wurden in Fachwerkbauweise errichtet. Die Nebengebäude beherbergten den ersten Haushofmeister, die Wäschekammern und den Speisesaal für die Wachen. Auch der Concierge hatte nun seinen Sitz in den neuen Nebengebäuden, nachdem an seinem bisherigen Arbeitsplatz wohl ein Raum für die Zubereitung von Kaffee, Limonade und Orgeat eingerichtet wurde. Im gleichen Jahr wie die Nebengebäude wird im Garten ein Eiskeller erbaut, und zwar hinter dem mit Lorbeer bewachsenen Turmgerüst. Dieser stellte sicher, dass bei Tisch auch gekühlte Gerichte zur Verfügung standen : Früchte, Getränke, Sorbets und Schmuckfiguren aus Eis.
Abschließend wurde um 1760 ein großer Gartensaal zum Abhalten von Empfängen, der Standesversammlungen der États de Bretagne, für Konzerte und Bälle errichtet. Er trug den Namen "Speisezimmer der Edlen". Bei dieser Gelegenheit wurde der Garten auf seine heutige Fläche reduziert. Das Hôtel de Blossac erreichte damit seinen vollständigen Bauzustand.

### Das Leben im Hôtel de Blossac
Die Projekte von Jacques Gabriel in Bezug auf das Rathaus von Rennes sind 1732 auf dem Weg zum Bau eines großen Ensembles mit einem separaten Gebäude am Südrand des Rathausplatzes, das als Sitz des Gouverneurs der Provinz Bretagne vorgesehen war. Doch der Preis dieses Bauwerks, den die Stadt hätte tragen müssen, wird vom Stadtrat unter dem Vorsitz von Toussaint-François Rallier du Baty für übermäßig erachtet und das Projekt aufgegeben. Um jedoch den Oberkommandeur der Province angemessen unterzubringen, fasst die Stadtverwaltung die Anmietung des Hôtel de Blossac für die Summe von jährlich 6000 Livres ins Auge (von 1740 bis 1754 sind es 4000 Livres). Diese Lösung wird von der Witwe von Louis Gabriel de La Bourdonnaye akzeptiert, der 1729 verstorben war. Daher wird von 1732 bis 1789 das Hôtel de Blossac zur Residenz des Oberkommandeurs.
Die Archive, welche Aufzeichnungen über die Zeit dieser Nutzung enthalten, weisen auf ein Mobiliar und eine Dienerschaft hin, die an den französischen Königshof erinnern. So arbeiteten, wie z. B. die Inventarlisten von 1740 und von 1786 offenlegen, sechsundsechzig Personen im Hôtel de Blossac. Man findet dort ein Wachcorps, das Küchenpersonal und die Dienerschaft, aber ebenso einen Torwächter, einen Brotmeister und einen Mundschenk, Berufsbezeichnungen eines Haushalts von sehr hoher Qualität.
Die Ausstattung der Räume ist luxuriös, wie es sich für eine Person von der Bedeutung eines Militärgouverneurs einer Provinz gehört: der "Goldene Salon", der unter Louis de Brancas de Forcalquier ab 1738 eingerichtet wurde, bietet ein Beispiel mit seinem Marmor, seinem vergoldeten Leder, seinen Spiegeln und seinen Malereien. Die sonst nackten Wände sind mit roten Wandbehängen verkleidet, die als "fürstlich" beschrieben werden. Bis 1750 war das Mobiliar im Stil der Regierungszeit von Ludwig XIV. gehalten, zweifellos Ausdruck einer fehlenden Weiterentwicklung des lokalen Kunsthandwerks. Man findet zu dieser Zeit keine Kommoden und das hauptsächliche Mobiliar besteht aus Holz und Eisen. Die Inventarlisten zeichnen das Bild eines schlichten Mobiliars, erwähnen jedoch auch etwa zwanzig Spieltische.
Die Inventarlisten erfassen auch die zahlreichen Küchenräume: so werden von Jean-Jacques Rioult unter anderem 100 Tassen und Untertassen für den Kaffee und 24 kupferne Rechauds erwähnt, die benötigt wurden, um die eingeladenen Gäste zu bedienen. Es ist bemerkenswert, dass die Inventarlisten nicht von feinem Geschirr oder Tafelsilber berichten: in der Tat besaß jeder Mieter des Hauses selbst diese Gegenstände, jeweils mit seinem eigenen Wappen geprägt, die er bei jedem Umzug mitnahm.

#### Bemerkenswerte Oberkommandeure

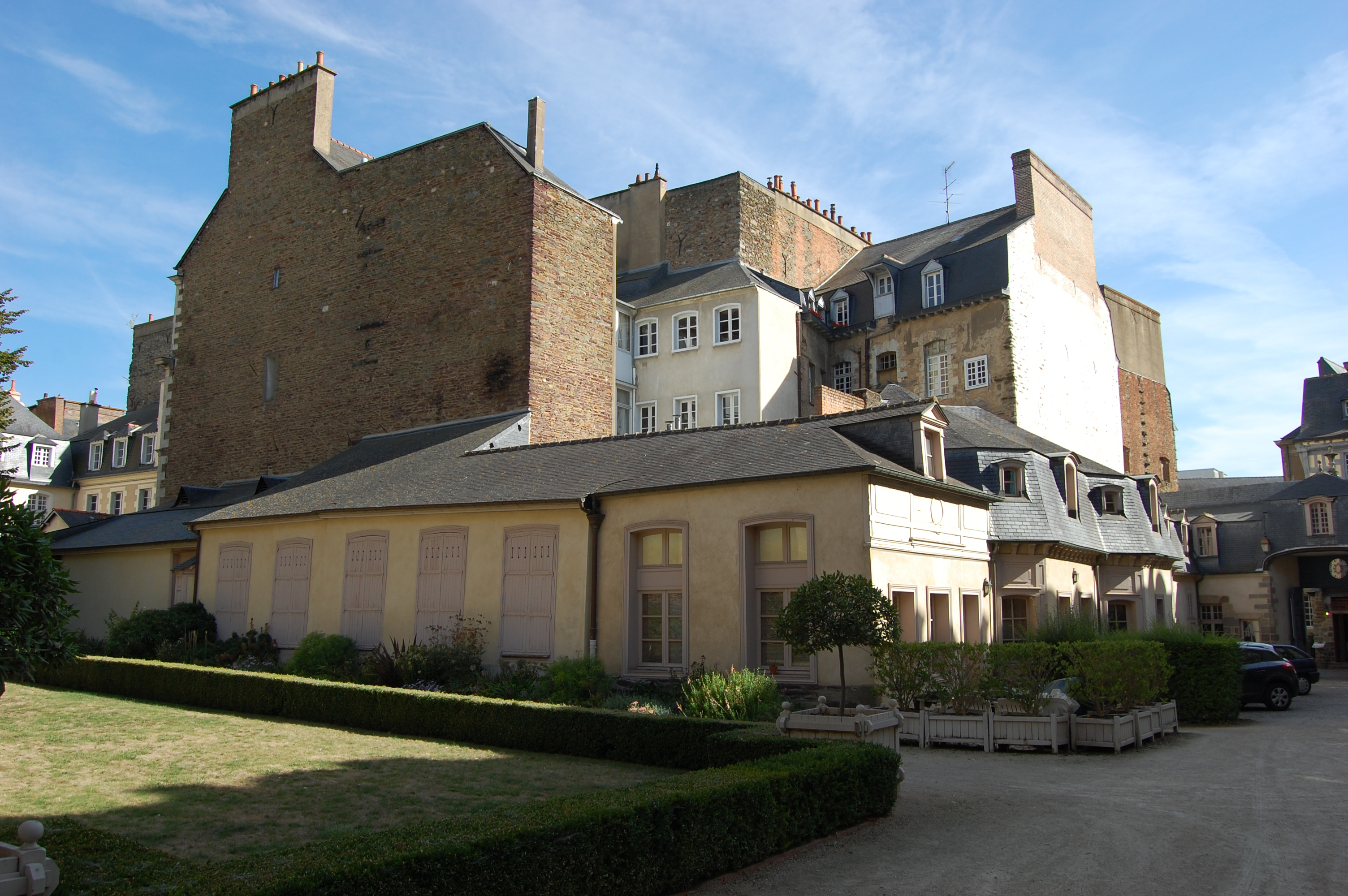
Die Galerie entlang des Gartens. Die Stallungen rechts sind die früheren Nebengebäude, die im 19. Jahrhundert neu gestaltet wurden. Die Gebäude im Hintergrund stehen auf der Fläche der ehemaligen Stallungen, die in der Revolutionszeit verkauft wurden.

Von 1730 bis 1789 residierten nacheinander zehn Oberkommandeure im Hôtel de Blossac, wobei einige wie Louis de Brancas de Forcalquier, späterer Marschall von Frankreich, der den Posten von 1738 bis 1746 bekleidete, tieferen Einfluss hinterließen. Er machte sich den Bauplan des Hôtels mit seinen zwei Ebenen dergestalt zunutze, dass er das Erdgeschoss bewohnte und seiner Gemahlin die identische Zimmerflucht im Obergeschoss überließ. Diese Raumaufteilung findet man im Schloss Versailles wieder, wo dem Grand Appartement du Roi dasjenige der Königin entsprach. Im ersten Obergeschoss befand sich auch eine Kapelle, während die Wohnräume vom westlichen Rückgebäude auf die Nordseite verlegt wurden, um das Morgenlicht, das auf den Garten fiel, genießen zu können. Unterhalb des Eckzimmers des Oberkommandeurs wurde ein Keller angelegt, um hier ein Spielzimmer zu schaffen. Aufgrund dieser Bautätigkeit des Marschalls erscheinen nun auch zeitgenössische Möbel jener Epoche: Kommoden im Rokokostil mit Elementen in vergoldetem Leder, Waschkommoden, Rohrstühle und Chaiselongues in den Privaträumen etc.
Emmanuel-Armand de Vignerot du Plessis de Richelieu, Herzog von Aiguillon, der den Posten von 1753 bis 1768 innehatte, besaß seine eigene Musikertruppe, für die er die Galerie entlang des Gartens errichten ließ. Ebenso ließ er in den großen Empfangsräumen im Erdgeschoss und im 1. Obergeschoss Marmortische mit vergoldeten Füßen aufstellen. Für diese Räume waren auch Spiegel vorgesehen, aber diese wurde nie geliefert. Die Leuchter aus vergoldeter Bronze wurden in den besten Räumen mit Kristallglas geschmückt, in den Räumen von geringerer Bedeutung mit versilberter Bronze oder mit einfachem Messing. In den Privaträumen tauchte erstmals Porzellan auf. wie aus einer Inventarliste von 1759 hervorgeht.

### Die Revolutionszeit
Während der französischen Revolution war das Hôtel de Blossac aufgrund seiner Zweckbestimmung Schauplatz von Demonstrationen.
Bereits vor dem Mai 1789 schufen mehrere Ereignisse ein vorrevolutionäres Klima. Nach dem Journée des bricoles (französisch Tag des Ärgers) am 26./27. Januar 1789, die bereits die Gemüter erhitzt hatten, saß Oberkommandeur Henri de Thiard de Bissy, der im Hôtel wohnte, den Debatten der États de Bretagne vor, die tragisch endeten. Nach diesem Fiasko fürchteten die Adligen um ihre Sicherheit, verließen Ende Januar die Stadt und begaben sich auf ihre Landschlösser, was zahlreiche Personen arbeitslos zurückließ. Henri de Thiard ließ im Februar 2.000 Soldaten und vier Artilleriegeschütze kommen, um auf jegliche Ausschreitungen der Bevölkerung vorbereitet zu sein.
Am Abend des 15. Juli 1789 erfasste der revolutionäre Furor auch Rennes. Aus Furcht vor der Rache des Adels, mit Unterstützung der in der Stadt stationierten Armee und nachdem sie von der Entlassung von Jacques Necker durch Ludwig XVI. erfahren hatten, versammelten sich die jungen Einwohner von Rennes, hauptsächlich Studenten, an der juristischen Fakultät; zu ihnen stießen weitere Bürger und Soldaten, die beim Oberkommandeur einquartiert waren. Zur gleichen Zeit erhielt das Regiment von Artois den Befehl, scharfe Munition schussfertig zu machen, und seine Grenadiere wurden in die Kasernen befohlen.
Am Morgen des 16. Juli 1789 hielten die Studenten eine Ansprache an die Soldaten in den Kasernen, in der sie sie einluden, sich ihnen anzuschließen. Der Comte de Langeron, Stellvertreter des abwesenden Oberkommandeurs Henri de Thiard, machte ebenfalls seine Runde durch die Kasernen, wo er die Soldaten auf ihren Gehorsam einschwor. Um 13.00 Uhr brachen ungefähr 500 Bürger, wahrscheinlich angeführt von Jean-Victor Marie Moreau, die Tore des Waffenlagers der Miliz auf, das gegenüber des Hôtels de Blossac lag. Langeron ließ Alarm schlagen, mit dem Ziel, die Waffen wieder in Besitz zu bekommen und einen Aufstand zu unterdrücken. Doch die Mehrzahl der Soldaten weigerte sich und schloss sich den Reihen der Revolutionäre an; aber die Kompanien der Grenadiere und der Jäger, die dem Comte treu blieben, patrouillierten in der Stadt, um das Hôtel und seinen Bewohner zu schützen.
Die Stadtverwaltung trat dann in Verhandlungen mit Langeron ein, er solle keine weiteren Soldaten in die Stadt rufen und die ungehorsamen Soldaten nicht bestrafen. Langeron sagte dies zu, gruppierte aber gleichzeitig seine Jäger und Grenadiere in den Innenhof des Hôtel. Anschließend befahl er, zwei seiner vier Kanonen mit Kartätschen zu laden und sie auf die Torzufahrt des Hôtel de Blossac auszurichten, da er einen möglichen Angriff der Revolutionäre befürchtete. Die Soldaten, die sich noch beim Comte aufhielten, verweigerten den Gehorsam, da sie den Grund für diesen Befehl nicht verstanden. Sie verließen geschlossen das Hôtel, kamen aber kurze Zeit später unter der Führung von Joseph Marie François Sevestre zurück, um die vier Kanonen in Besitz zu nehmen. Am 17. Juli kam eine Delegation ins Hôtel, um die Regimentsstandarten einzufordern, die ihr vom Comte de Langeron ausgehändigt wurden.
In der Folge der revolutionären Ereignisse blieb das Hôtel im Besitz der Familie de La Bourdonnaye, aber es verlor seine Funktion als Residenz des Oberkommandeurs der Provinz Bretagne. Deshalb wurde es in Appartements aufgeteilt und umgebaut, um sowohl die Familie de La Bourdonnaye als auch mehrere Mieter aufzunehmen. Dasselbe geschah mit dem Hôtel de Brie, das zweifellos zu dieser Zeit eine Passage erhielt, die das zweite Obergeschoss an Höhe übertraf.

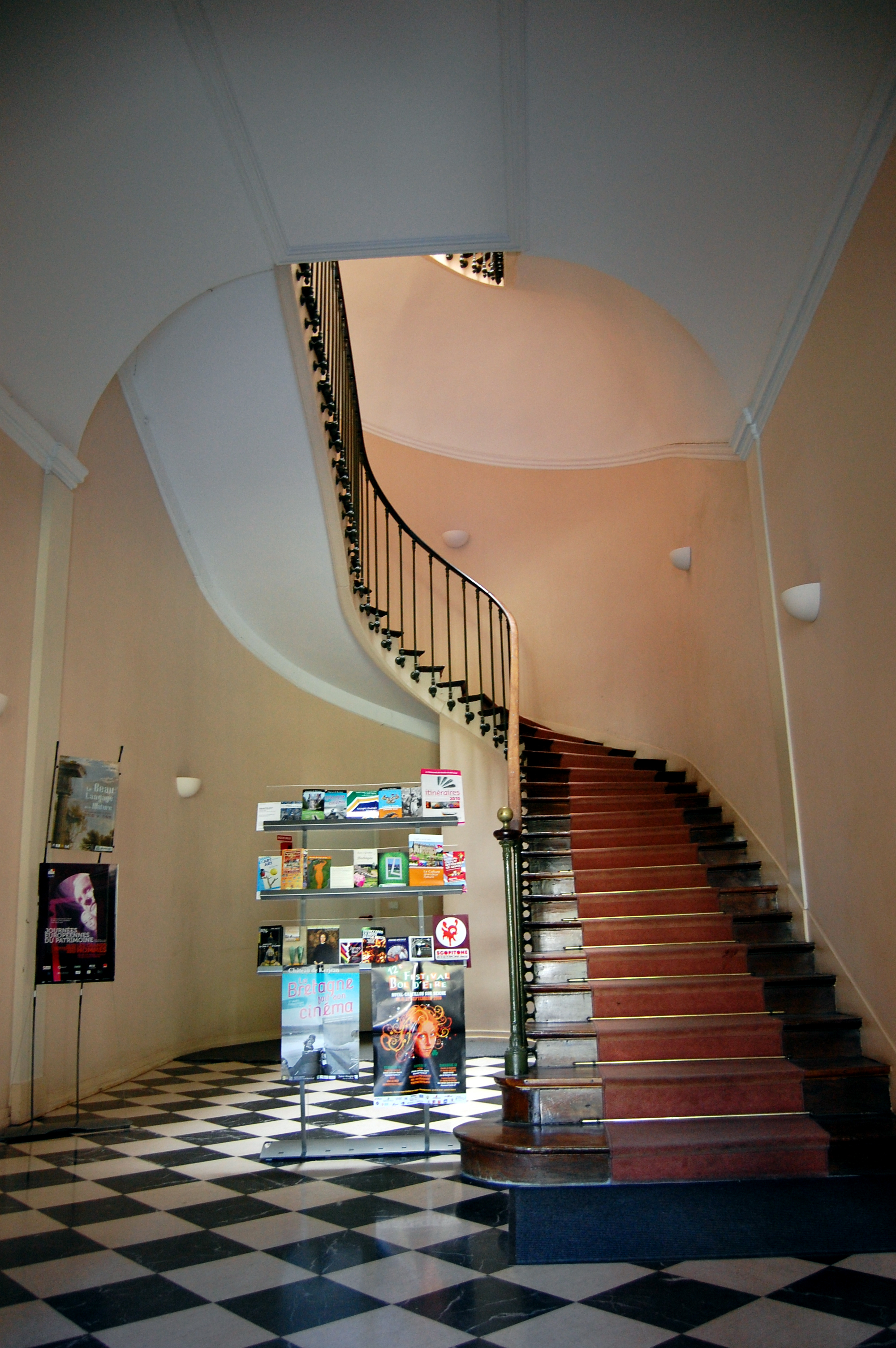
Die Innentreppe, die im 19. Jahrhundert eingebaut wurde.

### Das 19. Jahrhundert
1808 endete der Versuch, im Hôtel die Präfektur einzurichten, aufgrund der Umbauten, die in den vorausgegangenen Jahren erfolgt waren, mit einer negativen Entscheidung: über dem Erdgeschoss war ein Hochparterre geschaffen worden, Korridore und Eingangshallen angelegt, Zwischenwände eingezogen. Die Baumaßnahmen aus der Zeit des Ancien Régime verschwanden mehr und mehr und Teile des Gebäudes wurden vermietet. Der Hof östlich der Stallungen wurde verkauft: darauf wurden die Gebäude an der Rue de Montfort Nummer 3 und 5 erbaut.
Dank der Verwaltung durch Roger Esprit Charles de La Bourdonnaye-Blossac von 1817 bis 1891 nahm das Hôtel sein zeitgenössisches Aussehen an, insbesondere durch den Umbau der Hauptfassade des Gartenflügels und den Bau der heutigen Außentreppe. Um 1860 wurde eine große Türe eingebaut, die einen direkten Zugang zum Garten eröffnete, außerdem verschwand der mit Wappen und zwei Oculi verzierte Frontgiebel. Dieser wurde im Vorbau durch drei Dachgauben ersetzt, von denen die größte in der Mitte das Wappen der Familie de La Bourdonnaye-Lapasse trägt.

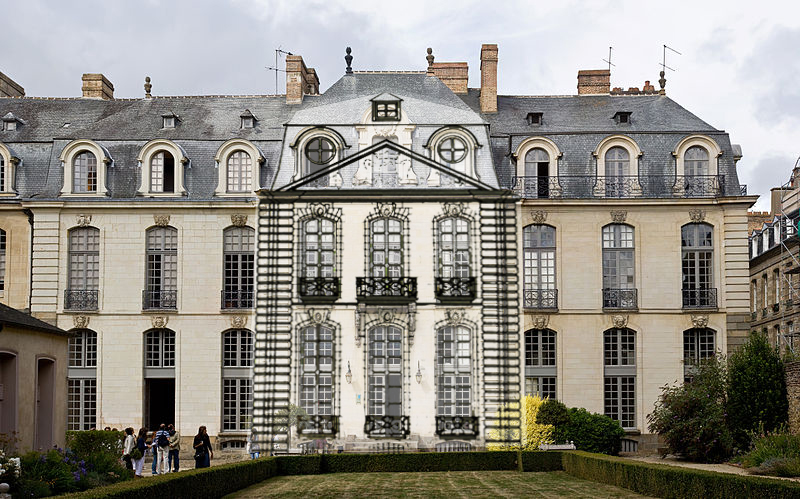
Skizze des Frontgiebels vor seinem Abbruch um 1850.

Nach 1830 wurde im Inneren anstelle der ursprünglichen Holztreppe in der Mitte des Gebäudes eine große, zeichenhafte Treppe in der Machart der Wohnräume des 19. Jahrhunderts eingebaut. Die Hälfte des 1. Obergeschosses, die die Familie de La Bourdonnaye-Blossac bewohnte, wurde im Geschmack der Epoche umgebaut: ein Vestibül ersetzte den großen Salon am oberen Podest der Treppe und ein klassizistisches Dekor aus Stuckarbeiten ersetzte die Schnitzereien und den Marmor der vorherigen Jahrhunderte. Das Hôtel hatte seinen Glanz verloren, wie Charl Robin berichtet:  « par delà les hautes murailles [...] l'hôtel de Blossac déploie un ordre de nombreuses fenêtres, qui s'ouvrent sur un sol envahi par le froid, par l'ombre et par la mousse » ("Jenseits der hohen Mauern ... stellt das Hotel de Blossac eine Reihe vieler Fenster zur Schau, die sich auf einen von Kälte, Schatten und Moos überwucherten Boden öffnen").
In dieser Umgebung wurde der Schriftsteller Paul Féval am 29. September 1816 geboren. Eine Erinnerungstafel wurde an der Außenwand des Gebäudes an der Rue du Chapitre angebracht. Die Kindheit des Schriftstellers im Hôtel de Blossac mag einige der Schilderungen in seinen Werken beeinflusst haben.
Die entlang des Gartens erbaute Galerie beherbergt von 1800 bis 1830 die Konzerte der Philharmonischen Gesellschaft von Rennes. Im Hof werden zum Ende der 1850er Jahre die modernen Stallungen eingerichtet, die den früheren Nebengebäuden eine neue Bestimmung geben. An ihnen werden Gebäudevorsprünge angebracht, um die Fahrzeuge unterbringen zu können. Der Garten wird im englischen Stil angepflanzt.
Die Modernisierung der Sanitäranlagen führt dazu, dass an das Hôtel de Brie an der dem Dienstleistungshof zugewandten Seite ein quaderförmiger Anbau angefügt wird, der die Toiletten aufnimmt. Dieser Anbau verdeckt vollständig den zentralen Bogen, der früher die Passage unter dem Hôtel bildete. 1910 wird der Hofflügel teilweise von kletterndem Efeu verdeckt.
Während der deutschen Besatzung von Rennes wird das Hôtel requiriert und die Stallungen in Garagen umgewandelt. Die Kellerräume werden zu Luftschutzbunkern für die Zivilverteidigung umgebaut.
Am 3. Januar 1942 richtet die Départementsabteilung des Sekretariats für die Jugend in den Erdgeschossräumen des Centre Social Féminin Hôtel de Blossac ein Restaurant für weibliche Studentinnen und andere Mädchen ein.

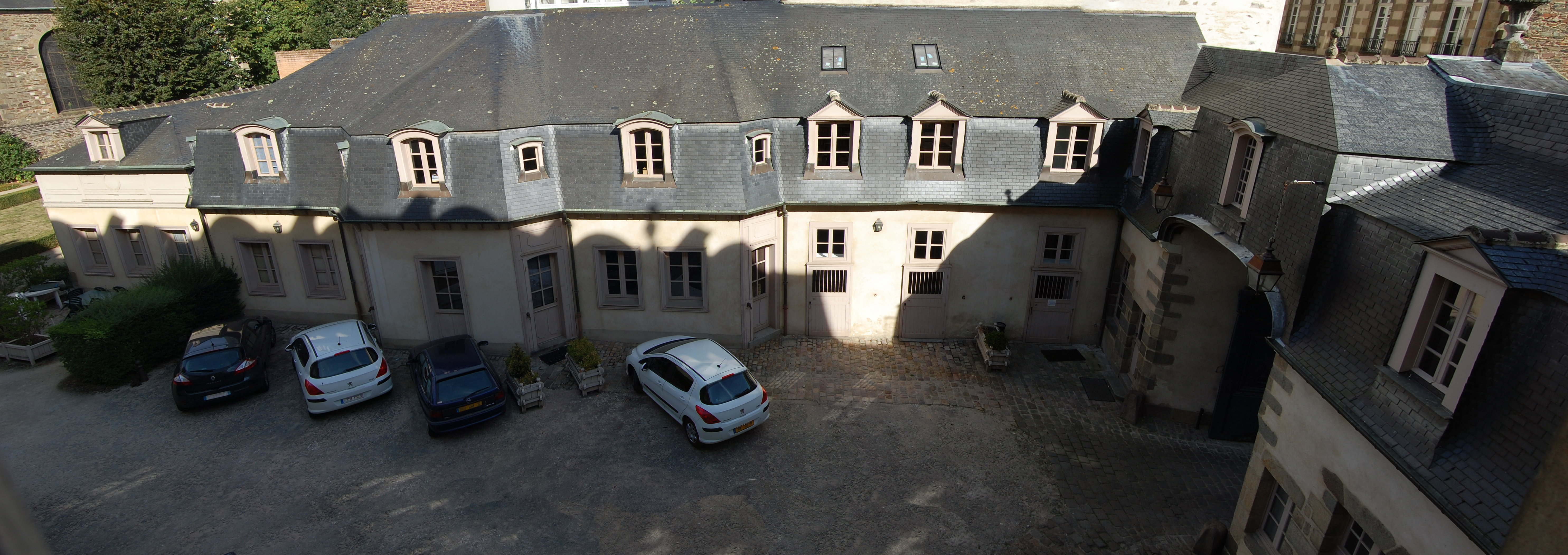
Die Stallungen und die Innenseite des Torbogens (rechts), vom Dokumentationsraum im ersten Obergeschoss aus gesehen.

### Unterschutzstellung, gefolgt vom Erwerb durch den Staat
Nachdem es am 25. August 1942 in die Liste der historischen Monumente eingetragen worden war, wurde das Hôtel am 27. Dezember 1947 offiziell zum Monument historique erklärt.
Bereits im selben Jahr wurde ein Teil des 1. Obergeschosses vom französischen Staat angemietet, um dort die Zweigstelle der Agentur für die Bauwerke Frankreichs einzurichten, der Rest wurde weiterhin von verschiedenen Familien bewohnt. Anschließend wurden mit staatlicher Unterstützung Arbeiten zum allgemeinen Unterhalt des Gebäudes und zur Installation weiterer Sanitäreinrichtungen durchgeführt. Das Hôtel blieb bis 1957 im Besitz der Familie de La Bourdonnaye, dann wurde es an verschiedene Eigentümer verkauft.
1957 wurden sehr bedeutsame Arbeiten im Hôtel durchgeführt, die der Sanierung des Versaillesparketts, der übrigen Böden und der Wandverkleidungen dienten. Um nunmehr auf zwei Stockwerken die regionale Dienststelle für die Bauwerke Frankreichs unterbringen zu können, wurde eine Betontreppe eingezogen, um das Erdgeschoss mit dem Hochparterre zu verbinden.
Weitere Restaurierungsarbeiten folgten: von 1960 bis 1964 wurden die Dacheindeckungen erneuert und zu diesem Zeitpunkt wahrscheinlich alle Dachgauben wieder ausgebaut. 1962 erfolgt die Sanierung des Eingangsportals und 1964 die Neupflasterung der Zufahrt. Im gleichen Zeitraum werden weitere umfangreiche Unterhaltungsarbeiten durchgeführt, wie Malerarbeiten, Arbeiten am Mauerwerk und Schreinerarbeiten. In den 1970er Jahren werden die Fassaden der beiden Flügel des Hauptgebäudes restauriert, mit besonderem Augenmerk auf die Gesimse und die Maskarons.
Die neugeschaffene Regionaldirektion für kulturelle Angelegenheiten der Bretagne, in welche die regionale Dienststelle für die Bauwerke Frankreichs integriert wird, zieht 1977 ins Hôtel de Blossac ein. Das Gebäude wird am 14. September 1982 vollständig vom französischen Staat erworben. Danach werden umfangreiche Instandsetzungsarbeiten durchgeführt, um diesem kulturellen Erbe von Rennes aus dem 18. Jahrhundert seine Bedeutung wiederzugeben.

### Ein Jahrzehnt der Wiederherstellung
In den 1980er Jahren reiht sich eine Restaurierungsmaßnahme an die andere, um die früher begonnenen Instandsetzungsarbeiten zu einem erfolgreichen Abschluss zu bringen. Während dieses Jahrzehnts werden 17 Millionen Francs in das Gebäude investiert. Unter der Leitung der staatlichen Architekten Bernard und Mitrofanoff, unterstützt durch Architekt Schoebel ab 1988, beginnen die großen Baumaßnahmen mit dem Ziel, einerseits die Büros der verschiedenen Abteilungen der Regionaldirektion für kulturelle Angelegenheiten der Bretagne unterzubringen und andererseits diesem großen Gebäude wieder seinen Glanz zu verleihen.
In dem zuvor von Wohnungen eingenommenen Südteil des 1. Obergeschosses neben dem großen Treppenhaus wird 1984 das Hochparterre wieder entfernt und die Arkaden zum großen Treppenhaus hin wieder geöffnet. Dabei droht die erste große Arkade der Ehrentreppe einzustürzen und muss durch dringende Stützungsarbeiten gesichert werden. Die Aufwertung des Gebäudes erfolgt im weiteren Fortgang durch den Einbau eines Aufzuges. Die Dienststelle für die Dokumentation des Kulturerbes zieht 1986 in diese wiederhergestellten Räume ein. Im gleichen Jahr werden der Dachstuhl und seine Deckung erneuert.

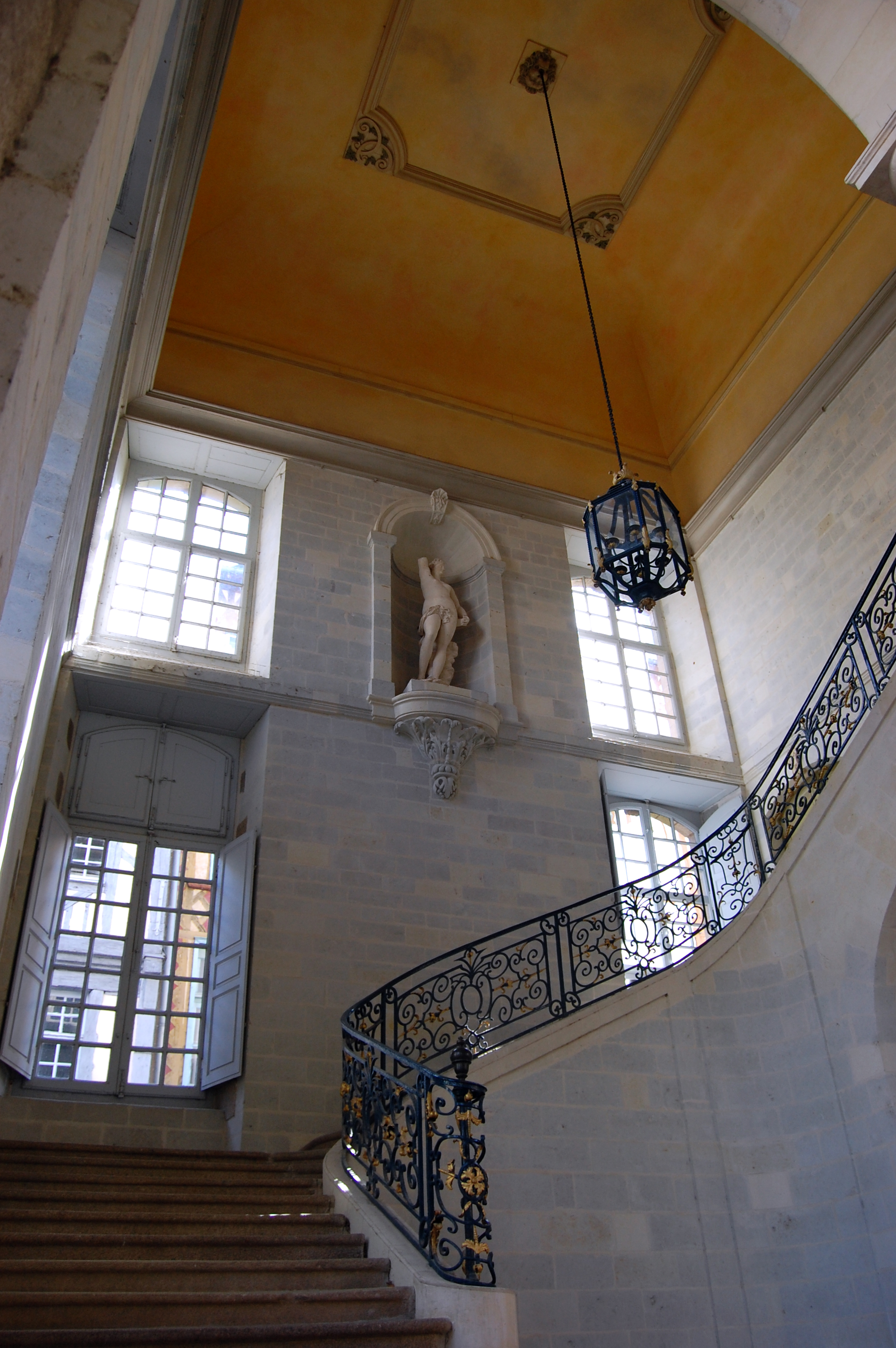
Die Ehrentreppe, Meisterstück des Hôtel de Blossac

1986 muss jedoch die Ehrentreppe geschlossen werden, da ihre Decke einzustürzen droht und abgebaut werden muss. Im Laufe von drei Jahren wird hart an ihr gearbeitet: die Wände aus bemaltem Kreidekalkstein (tuffeau) werden bis auf die einzelnen Steine abgeschabt und abgelaugt, wobei diese, ebenso wie die beschädigten Fliesen, bei Bedarf ausgetauscht werden, um ein gleichmäßiges Erscheinungsbild der neu patinierten Elemente zu ergeben. Die große Arkade, welche die meisten Sorgen bereitet hat, wird geprüft und neu ausbalanciert und ebenso werden die originalen Gravuren an den Pilastern und Kapitellen wieder an ihre Positionen gebracht. Die Balustraden zum Schutz der wiederhergestellten Öffnungen werden nach dem Vorbild des Treppengeländers neu geschaffen.
Die Decke des Treppenhauses, die eindringendem Wasser zum Opfer gefallen war, wird komplett neu aufgebaut, wobei die Mehrzahl der Teile des Balkenwerks und des ursprünglichen Holzrahmens wiederverwendet werden können. Der Gesamteindruck wird durch eine Bemalung in Ocker als Unterlage für graue Camaieus, welche in Öl ausgeführt werden, komplettiert. Gleiches gilt auch für die Arkaden, die noch durch eine Blattvergoldung aufgewertet werden. Hierbei handelt es sich um eine Extrapolation im Vergleich mit dem Ursprungszustand (einer einfachen Kalkschicht), um der Örtlichkeit mehr Licht zu verleihen. Die Säulen, die durch den Luftzug massiv beschädigt wurden, werden gereinigt und ihre Fehlstellen durch eine Mischung aus Harz und Steinpulver aufgefüllt. Das Geländer aus Schmiedeeisen war rostig und wird komplett gereinigt. Daran waren sehr viele Blattornamente aus getriebenem Blech befestigt, die mit Blattgold belegt und verschwunden waren. Die Ehrentreppe wurde zu den Tagen des Kulturerbes 1989 wieder für das Publikum geöffnet.
Im Hofbereich werden die Stallungen teilweise in Büros und Ausstellungsräume umgestaltet und im nördlichen Bereich auch eine Pförtnerloge eingebaut. Dachdeckung sowie Tür- und Fensterrahmen werden beibehalten, um dem Gebäude sein ursprüngliches Erscheinungsbild wiederzugeben. Insbesondere werden die seit 50 Jahren vorhandenen Garagentore beseitigt. Der Hof wird im Zuge von Arbeiten an den Abwasserrohren neu gepflastert und der Garten erlebt eine teilweise Umgestaltung (die früher vorhandenen Statuen wurden durch Blumentröge ersetzt), bei der der Versuch unternommen wird, den Barockgarten wiederherzustellen und das Trenngitter zum Hof wieder an seinen Platz zu setzen.
1988/1989 wurde das Portal restauriert, wobei die Anfang des 20. Jahrhunderts angebrachte Dachdeckung entfernt wurde, um die ursprüngliche Dachneigung wieder herzustellen. Diese wurde auf den historischen Dachstuhl, der sich in gutem Zustand befand, aufgesetzt. Der Verputz des Portals, der an der Straßenseite abgefallen war, wurde ebenfalls erneuert. Das Giebelfeld aus Kreidekalkstein, das das Wappen der Familie de La Bourdonnaye trägt, hatte durch Luftverschmutzung gelitten. Eine genaue Untersuchung führte zum Ersatz von etwa der Hälfte der Steine und einer identischen Neugravur des Wappens.
Zwischen 1989 und 1991 wurden die Fassaden der beiden Gebäudeflügel gereinigt, was vor allem die Restaurierung der Maskarons unterhalb der Fenster einschloss. Die Instandsetzung des Gartens wurde abgeschlossen.
Schließlich wurde das Hôtel de Brie 1987 und ein zweites Mal 1990/1991 einer grundlegenden Renovierung unterzogen, was die Möglichkeit bot, die rückwärtige Fassade vollständig wieder freizulegen. Hierzu wurde im ersten Abschnitt 1987 der vorspringende Durchgang abgerissen, im zweiten Abschnitt der quaderförmige Anbau mit den Toiletten und so die Passage durch das Hôtel wieder geöffnet. Im Dienstleistungshof wurden die provisorischen Stallungen von 1732 beseitigt. Das Hôtel de Brie erfuhr ebenfalls eine Fassadenreinigung, wobei der Kalksandstein der Straßenfassade wieder freigelegt wurde, der durch den grauen Farbanstrich beschädigt worden war, den man beim Bau des Hôtel de Blossac aufgetragen hatte, um das alte Gebäude im Farbton mit dem Granit des Neubaus in Einklang zu bringen.

### Das 21. Jahrhundert
Anfang der 2010er Jahre wird die letzte Unterhaltungsmaßnahme durchgeführt, die die Stallungen betrifft, welche die Dienststelle für Architektur und Denkmalerbe des Départements Ille-et-Vilaine aufnehmen soll. Das Erdgeschoss der Stallungen wird gesichert, inklusive einiger Details, die von ihrer vorherigen Funktion herrühren (Futterkrippen, Trennwände etc.), ebenso wie das Treppenhaus der Nebengebäude, das sich im Süden des Gebäudes beim Empfang befindet.
Das Hôtel de Blossac dient seit mehreren Jahren als Rahmen für das Fête de la Musique, wobei im Großen Treppenhaus Vokalensemble auftreten. Bemerkenswert ist das nach dem Hôtel benannte Ensemble vocal de Blossac, das ursprünglich aus Angestellten des Hôtels bestand.

## Architektur

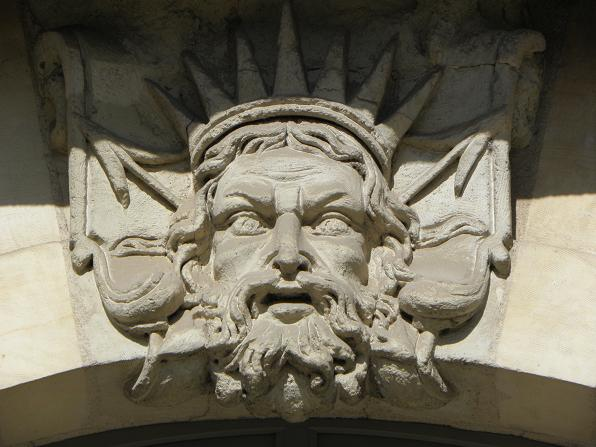
Jupiter als Maskaron unterhalb des kleinen Balkons des Vorbaus

Die Architektur des Hôtel de Blossac zeigt verschiedene interessante Besonderheiten : ein Bauwerk im städtischen Umfeld, welches bereits vorhandene Elemente aufgreift, ein großer Baukörper eines privaten Wohnsitzes, der aus zwei Flügeln besteht, das Geheimnis um den Architekten, der den Bauplan entworfen hat, ein Treppenhaus nach einem Entwurf, der im Westen Frankreichs nicht sehr verbreitet ist, und ein Bauwerk von großem Format im Vergleich zu dem, was ansonsten in der Stadt existiert. Aufgrund dessen wird es in einigen Touristenführern als eines der schönsten Wohnhäuser der Stadt erwähnt.

### Die Weiterverwendung existierender Elemente
Der Bau des Hôtel de Blossac ist mit der Existenz des Hôtel de Brie und dem Plan der Parzelle verknüpft. Das kleine Hôtel de Brie, das an die Rue du Chapitre grenzt, wurde in die Neukonstruktion mit einbezogen. Sein Innenhof wurde zum sekundären Dienstleistungshof und der Bau des Großen Treppenhauses rechtfertigte den Gebrauch seines Durchgangs nicht länger: er wurde 1730 zugemauert, um als Vorratslager zu dienen. Der Brunnen, welcher sich im Nordteil des Innenhofs befindet, wird in den Bauplan des neuen Hôtel mit einbezogen. Die Küchen im Kellergeschoss bedienen sich seiner durch eine praktische Öffnung im Brunnenschacht.

### Die beiden Baukörper des Hôtels
Das Hôtel im eigentlichen Sinne kann klar in zwei Flügel unterschieden werden: der Hofflügel im Süden ist einfach in Granit und Kalksandstein gehalten, der Gartenflügel im Norden, durch ein Gitter abgetrennt, ist luxuriöser und präsentiert sich mit einem Vorbau in bearbeitetem Kalksandstein. Nichtsdestoweniger zeigen sich die beiden Fassaden für das Auge als Einheit: die Dachlinie setzt sich kontinuierlich fort, das Design der Dachgauben ist identisch und der Umriss der Fenster ist derselbe.
Das Hôtel de Blossac setzt sich also aus zwei Bauten zusammen, die sich einander optisch sehr nahe stehen und physisch miteinander verbunden sind, jedoch dem Stil für französische Wohnhäuser jener Epoche entsprechend in ihrer Gestaltung gegensätzlich sind: ein luxuriöser Bau im Norden und ein einfacherer im Süden. Der Zugang erfolgt jedoch im Süden über die Ehrentreppe, während es zur Zeit der Erbauung an der Gartenseite keine Zugangstreppe zur Promenade gibt : Der Vorbau besteht nur aus Fenstern und das erste Obergeschoss wird von einem Giebelfeld überragt.
Am nördlichen Drittel des Gebäudes sind alle 18 Fenster mit Maskarons gekrönt. Hierunter findet man Gestalten der griechischen und römischen Mythologie: z. B. Flora, Jupiter und Ceres am ersten Obergeschoss, daneben auch Mars, Herakles, Bacchus, Hermes usw. Diese Fassade zeigt gleichermaßen technische Besonderheiten als auch architektonische Kunstgriffe: Der Vorbau maskiert die Tatsache, dass aufgrund der Abstützung auf dem Wohnhaus, das an der Rue Saint-Sauveur hinter dem Hôtel de Blossac liegt, der Bau notwendigerweise 40 Zentimeter flacher sein muss. Da die beiden Volumina der Baukörper identisch sind, ist der nördliche Flügel etwas vorgezogen worden. Der Dachüberstand macht die Dachgauben hier flacher und erlaubt den Einbau eines Balkons, der die Symmetrie durchbricht, die üblicherweise im Klassizismus so gesucht wird. Dieser Kunstgriff ist für Jean-Jacques Rioult der Hinweis auf einen großen Architekten.

### Der Schatten von Jacques Gabriel
Zwar wurde der Bau von Jean-François Huguet ausgeführt, doch scheint der Plan aufgrund seines Stils von Jacques Gabriel gezeichnet worden zu sein, der auch das Rathaus von Rennes erbaute. Es scheint zwar kein formaler Beweis zu existieren, dass das Hôtel de Blossac ein vom Ersten Architekten des Königs (Premier architecte du Roi) erdachtes Werk ist, aber eine Reihe von Details lassen den Schluss zu, dies könnte der Fall sein. Neben dem erwähnten Balkon des Gartenflügels, stellt eine Notiz im Kostenvoranschlag für das Rathaus von Rennes das bemerkenswerteste Detail dar. Hier erwähnt Gabriel den Marmor, welcher für die Säulen des Treppenhauses des Hôtel de Blossac verwendet wurde. Diese Notiz wird von Jean-Jacques Rioult als Eingeständnis der Urheberschaft bewertet.
Schließlich wurde Jacques Gabriel von Ludwig XV. mit dem Wiederaufbau von Rennes beauftragt, der die Planungen von Isaac Robelin übernahm, der von der Stadtverwaltung und dem Bürgermeister Toussaint-François Rallier du Baty missbilligt wurde. Dieser Wiederaufbau dauerte von 1726 bis 1754, ein Zeitraum, in welchen auch der Bau des Hôtel de Blossac inklusive der meisten Nebengebäude fällt. Dies könnte zum Gedanken führen, dass der Architekt des Königs seine Aufenthalte in Rennes nutzte, um dort eine weitere Baustelle zu überwachen, neben denjenigen des Place du Parlement-de-Bretagne und des Rathauses.
Auch diese Bauwerke tragen ihren Teil zur Analyse bei: die Dachgauben, die auf den Häusern der Place du Parlement-de-Bretagne errichtet wurden, zeigen dasselbe Aussehen wie diejenigen des Hôtel de Blossac. Das Rathaus von Rennes, welches von Jacques Gabriel signiert ist, ist das beste Vergleichsobjekt zum Hôtel de Blossac. Hier war vom Architekten ein Flügel vorgesehen, welcher über den südlichen Teil des Platzes führen und den Oberkommandeur der Provinz beherbergen sollte. Aus Mangel an Geldmitteln wurde von der Stadtverwaltung die Anmietung des Hôtel de Blossac bevorzugt. Die ersten Skizzen des Projekts zeigen nichtsdestoweniger zahlreiche Ähnlichkeiten mit dem Hôtel de Blossac, was den Gedanken nahelegt, dass Gabriel dort kein Fremder war.
Jedoch gibt es auch andere Details und bauliche Mängel, die darauf hindeuten könnten, dass Gabriel nur mit der Bebauung des Geländes, dem Gesamtentwurf des Hôtels und demjenigen der Ehrentreppe zu tun hatte. Die Ausführung des Baues, welche Jean-François Huguet übertragen worden war, zeigt beispielsweise Mängel beim Übergang der Dekors, welche eines Architekten des Königs unwürdig wären, zweifellos Beleg für den Spielraum, den Gabriel zwischen seinem Entwurf und der Ausführung ließ.

### Die Ehrentreppe
Die Ehrentreppe des Hôtel de Blossac, datiert von 1730, ist gleichermaßen bemerkenswert aufgrund ihres klassizistischen Dekors als auch aufgrund ihrer Platzierung im äußersten Südteil des Gebäudes, an der Straßenseite zur Rue du Chapitre. Gewöhnlich waren derartige Treppen der Zugangspunkt zum Gebäude und wurden deshalb in die Mitte des Baues platziert. Das hiesige Ensemble besitzt jedoch eine dreifache Funktionalität in einem einzigen Raum: Zugang zum rückwärtigen Hof des Hôtels durch eine Kutschpassage, Zugang zum Erdgeschoss über eine kleine Treppe und Zugang zur ersten Etage über die eigentliche Ehrentreppe. Die Treppe besteht aus drei Fluchten von Stufen. Der erste Treppenabsatz gewährt einen Zugang über der Vorhalle und der zweite zum Hôtel de Brie.

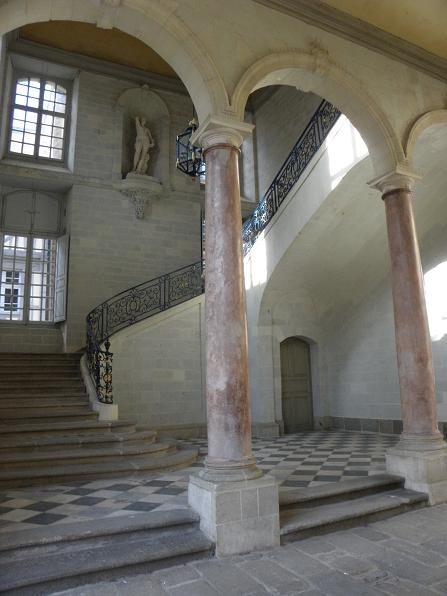
Blick auf die Ehrentreppe vom Niveau der Durchfahrt aus
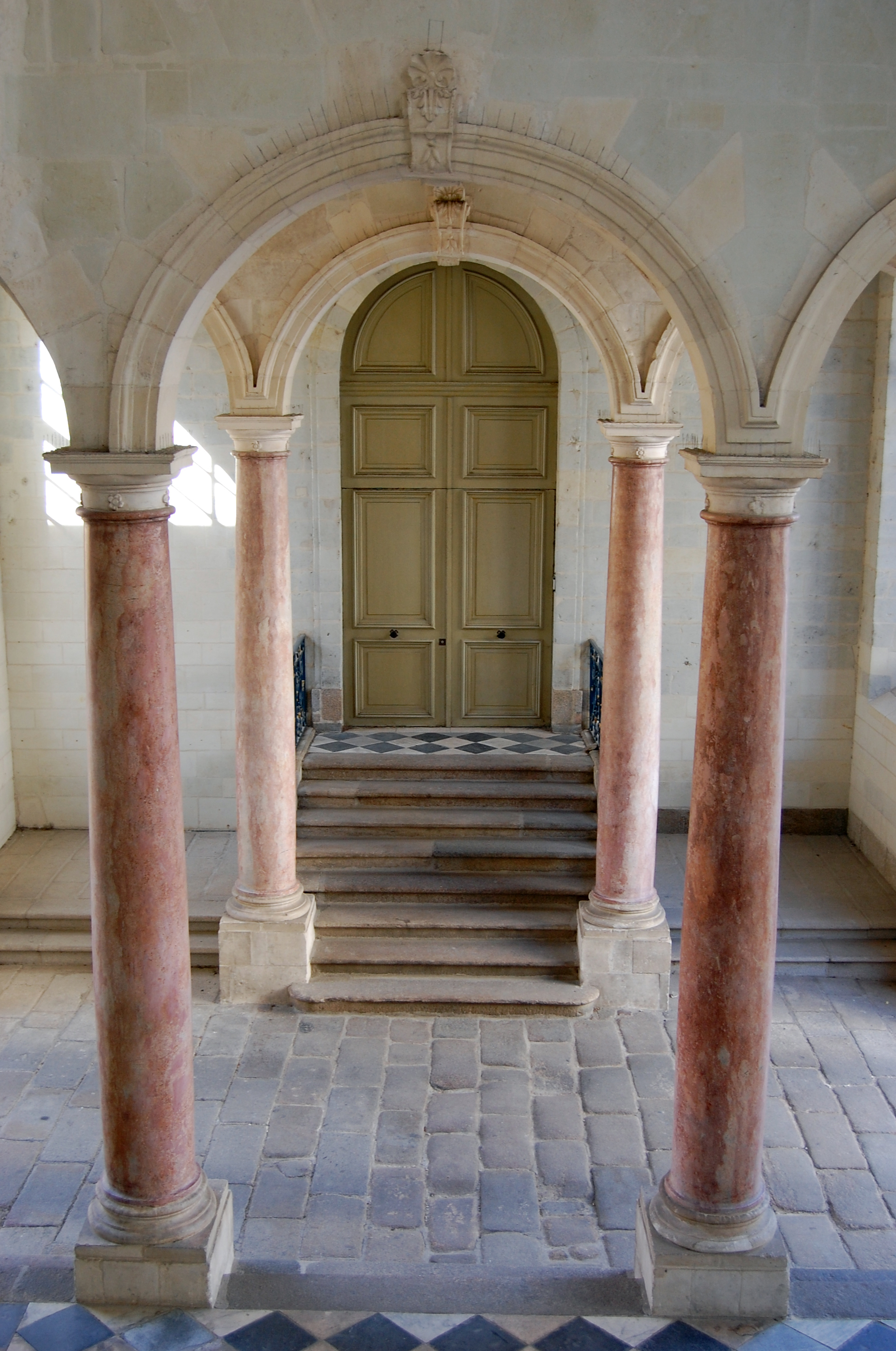
Säulen, Kutschdurchfahrt und unterste Stufen
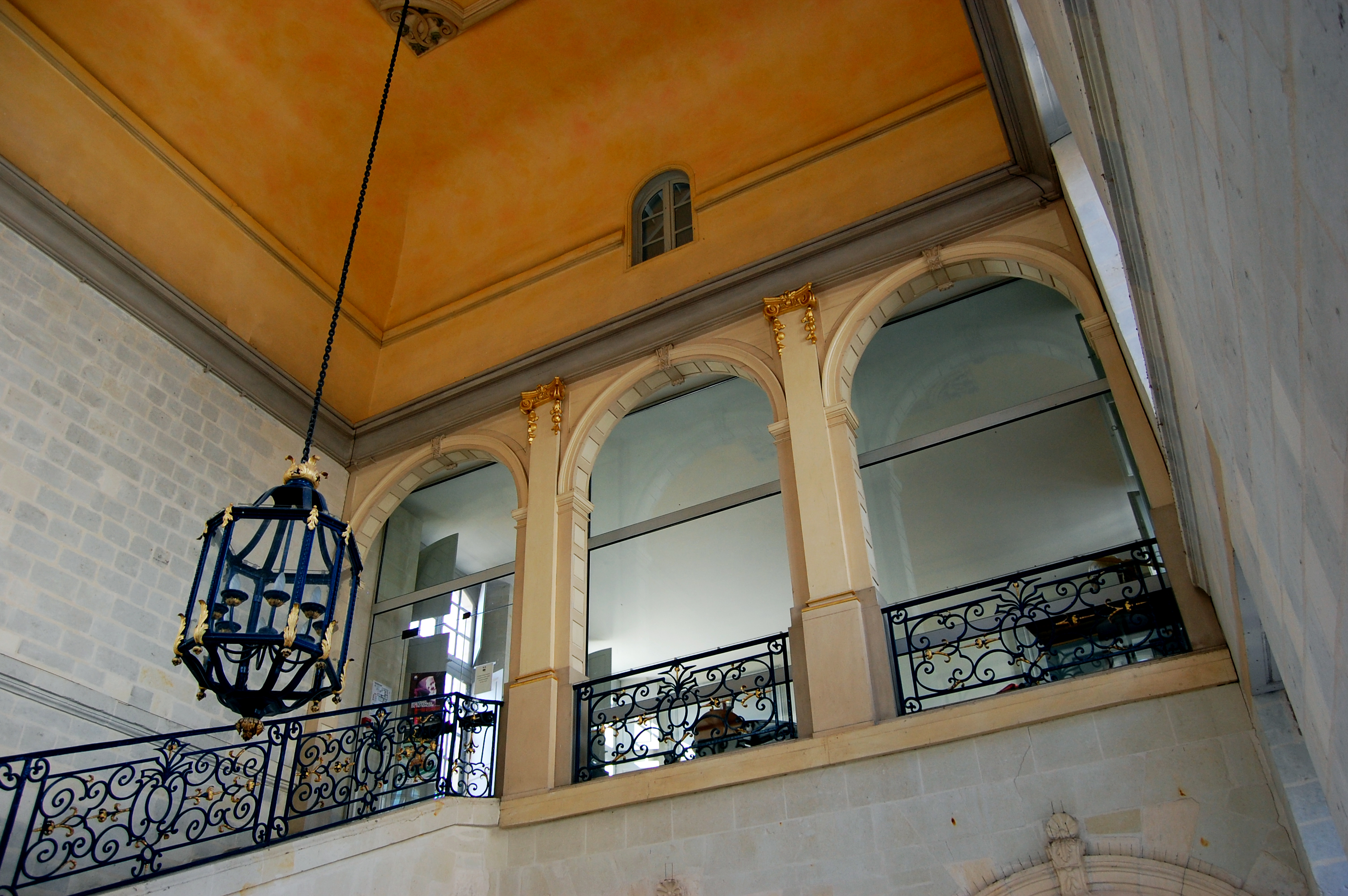
Oberer Abschnitt der Treppe, welcher heute zum Dokumentationszentrum führt
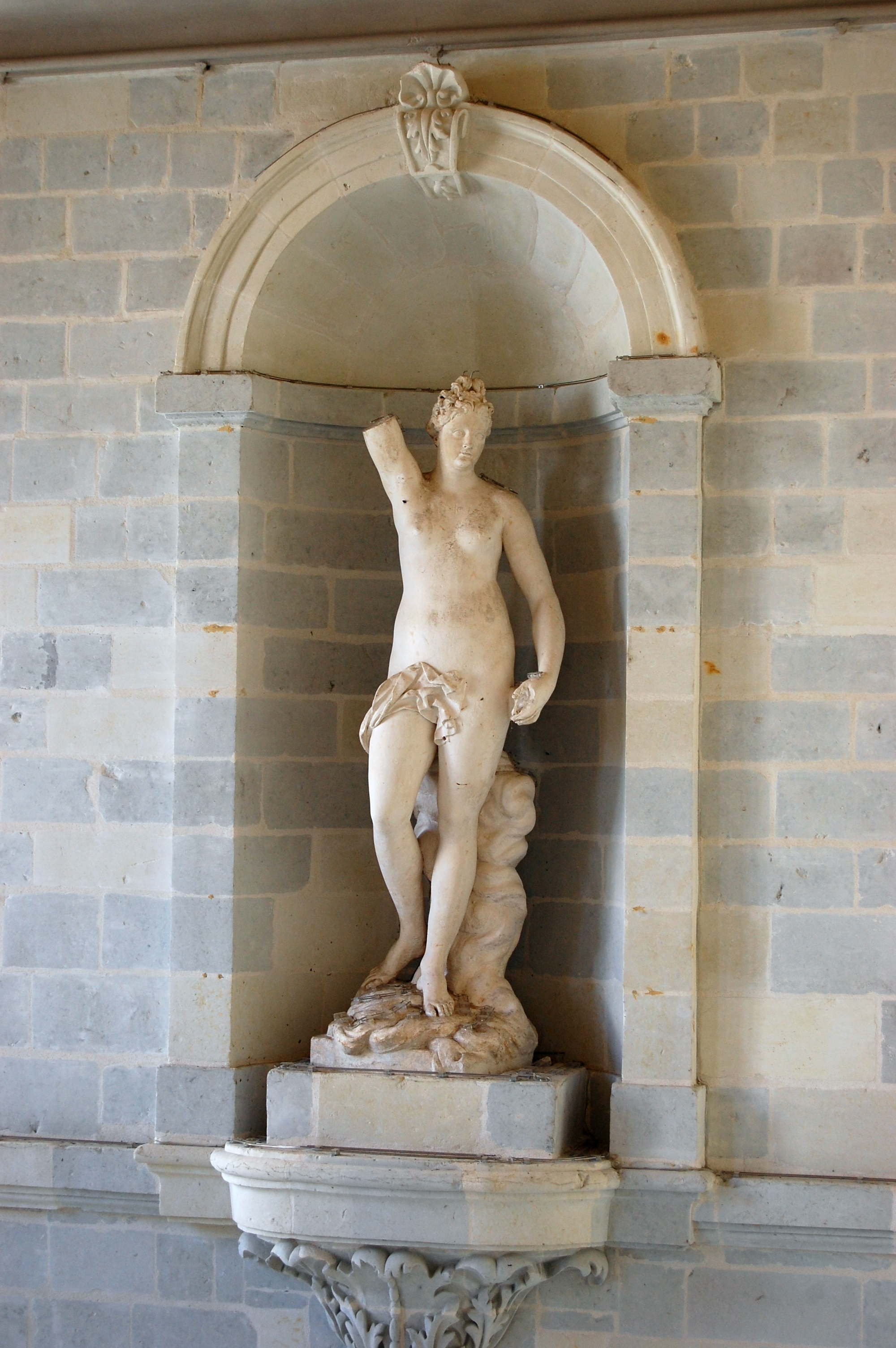
Statue der Titanin Themis im Treppenhaus

Diese Planung könnte von den Verhältnissen im Hôtel de Brie inspiriert worden sein, wo sich das Treppenhaus, das den Zugang zu den Obergeschossen herstellt, unter dem Vorbau des Portals befindet. Man findet eine solche Anordnung sonst an keinem anderen Ort in Rennes, nicht einmal in der Bretagne: man muss bis nach Paris gehen, um weitere Beispiele dieser Bauweise zu finden, zum Beispiel im Hôtel de Beauvais.
Der Raum ist eher nüchtern dekoriert : aus weißem Stein errichtet, wird die Kutschpassage von Säulen aus rosafarbenem Marmor eingerahmt, die Pflasterung des Ausstiegs ist schwarzweiß und die Treppenstufen bestehen aus Granit. Die einzigen Schmuckelemente bilden das schmiedeeiserne Treppengeländer (mit der dazu passenden Laterne), dessen an die Arabesken französischer Gartenparterres erinnernde Gestaltung Jacques Gabriel zugeschrieben wird, eine Statue der Titanin Themis in einer Nische über der zweiten Treppenflucht auf Höhe des ersten Obergeschosses und ein Löwenkopf an der Decke, der den Aufhängemechanismus der Laterne verdeckt.

### Gegenwärtig untergebrachte Behörden
Die Regionaldirektion für kulturelle Angelegenheiten der Bretagne nimmt das gesamte Hôtel de Blossac und seine Nebengebäude ein. Bestimmte wichtigere Dienststellen besetzen dabei besondere Orte innerhalb der Gebäude. Die Dienststelle für Architektur und Denkmalerbe des Départements ist in den im April 2010 neu hergerichteten Stallungen untergebracht.
Die Regionalbehörde für den Schutz historischer Denkmäler (Conservation régionale des monuments historiques) befindet sich ebenfalls hier, und zwar im Erdgeschoss und im Hochparterre des Südflügels, dessen erste Etage vom Dokumentationszentrum eingenommen wird. Die Verwaltung der Regionaldirektion für kulturelle Angelegenheiten (DRAC) befindet sich im Hochparterre des Hôtel de Brie. Das erste und zweite Obergeschoss des Nordflügels sind zwischen den verschiedenen Abteilungen der Regionaldirektion DRAC aufgeteilt. Die Büros des Direktors befinden sich in der Mitte dieses Gebäudes im 1. Obergeschoss über der Gartentreppe in den früheren Wohnräumen der Familie de La Bourdonnaye.
Da das Zentralregister des Kulturerbes 2004 unter die Oberaufsicht der Region Bretagne gestellt wurde, ist die dritte Etage im Bereich des Dachbodens ebenso wie das Kellergewölbe zurzeit nicht belegt, wenn man von der Nutzung als Archivräume absieht. Von der Galerie entlang des Gartens wird nur ein Teil als Dienstwohnung genutzt und die Höfe dienen als Parkplätze für die Dienstfahrzeuge.